# Copa Europea Femenina de la FIBA 2024-25
La Copa Europea Femenina de la FIBA 2024-25 fue la 23.ª edición del campeonato europeo de clubes femeninos de baloncesto organizado por FIBA. Es el segundo escalón del baloncesto femenino europeo, tras la Euroliga.
La temporada comenzó el 19 de septiembre de 2024 con la ronda de clasificación y terminó el 2 de abril de 2025 con el partido de vuelta de la Final, en el que ESB Villeneuve-d'Ascq francés se proclamó campeón por segunda vez en su historia tras derrotar al español Baxi Ferrol con un marcador agregado de 162–145.

## Formato
Al igual que en la edición anterior, la competición estará formada por varias fases: ronda de clasificación, temporada regular y fase eliminatoria. 

### Ronda de clasificación
La componen 10 equipos: 5 duelos de 2 equipos cada uno que se enfrentaron a dos partidos (ida y vuelta). Pasaron los equipos que más puntos lograron sumar entre el partido de ida y el de vuelta en sus respectivos duelos. Los que perdieron sus respectivos enfrentamientos fueron eliminados de la competición.

### Temporada regular
Estará formado por 12 grupos de 4 equipos cada uno (un total de 48 competirán en esta fase). Los equipos de cada grupo se enfrentarán entre ellos en dos partidos (ida y vuelta). Al finalizar, los 12 primeros, los 12 segundos y los 4 mejores terceros avanzarán a la siguiente ronda. A estos se les sumará los 4 repescados de la Euroliga Femenina 2024-25 que cayeron en la temporada regular (primera ronda).
Los resultados de esta fase también servirán para elaborar un ranking con los equipos clasificados que determinará los duelos para la fase eliminatoria.

### Fase eliminatoria
Consta de 5 rondas eliminatorias: Ronda 1 de Play-off, octavos de final, cuartos de final, semifinales y la final.
Cada ronda eliminatoria se basa en duelos directos entre dos equipos. Los duelos de las eliminatorias quedan determinados por el ranking tras la temporada regular por lo que los equipos mejor clasificados en este ranking se acabarán enfrentando a los peores clasificados. 
Los 4 equipos repescados de la Euroliga Femenina 2024-25 ocuparán las 4 primeras posiciones del ranking. Los 12 ganadores de los grupos de la temporada regular se posicionarán entre los puestos 5-16. Los segundos de grupo estarán entre la 17.ª y la 28.ª posición, y los 4 mejores terceros, entre la 29.ª y la 32.ª.
Las eliminatorias serán a doble partido: con el partido de ida en la cancha del equipo peor clasificado y el de vuelta en la cancha del equipo mejor clasificado. Pasarán de ronda los equipos que lleguen a sumar más puntos entre los dos partidos de sus duelos.
El equipo ganador de la final será proclamado como el equipo ganador del torneo.

## Calendario
| Fase                   | Jornada   | Fecha                    |
| ---------------------- | --------- | ------------------------ |
| Sorteo                 |           | 18 de julio de 2024      |
| Ronda de clasificación | Ida       | 19 de septiembre de 2024 |
| Ronda de clasificación | Vuelta    | 26 de septiembre de 2024 |
| Temporada regular      | Jornada 1 | 10 de octubre de 2024    |
| Temporada regular      | Jornada 2 | 17 de octubre de 2024    |
| Temporada regular      | Jornada 3 | 24 de octubre de 2024    |
| Temporada regular      | Jornada 4 | 30 de octubre de 2024    |
| Temporada regular      | Jornada 5 | 21 de noviembre de 2024  |
| Temporada regular      | Jornada 6 | 28 de noviembre de 2024  |
| Ronda 1 de Play-off    | Ida       | 12 de diciembre de 2024  |
| Ronda 1 de Play-off    | Vuelta    | 19 de diciembre de 2024  |
| Octavos de final       | Ida       | 9 de enero de 2025       |
| Octavos de final       | Vuelta    | 16 de enero de 2025      |
| Cuartos de final       | Ida       | 20 de febrero de 2025    |
| Cuartos de final       | Vuelta    | 27 de febrero de 2025    |
| Semifinales            | Ida       | 6 de marzo de 2025       |
| Semifinales            | Vuelta    | 13 de marzo de 2025      |
| Finales                | Ida       | 27 de marzo de 2025      |
| Finales                | Vuelta    | 3 de abril de 2025       |

## Equipos participantes
Un total de 53 equipos participarán en esta edición: 43 entrarán en la fase regular (de los cuales 3 vendrán de caer en la ronda de clasificación de la Euroliga) y 10 equipos comenzarán en la fase clasificatoria.
| Ronda 1 de Play-off         | Ronda 1 de Play-off         | Ronda 1 de Play-off          | Ronda 1 de Play-off        |
| --------------------------- | --------------------------- | ---------------------------- | -------------------------- |
| DVTK HUN-Therm              | Olympiacos SFP              | ESB Villeneuve-d'Ascq        | Uni Györ                   |
| Temporada regular           |                             |                              |                            |
| TARR KSC Szekszárd (EL RC)  | CMS Constanța (EL RC)       | Beşiktaş (EL RC)             | ALBA Berlin                |
| Rutronik Stars Keltern      | Yerevan Foxes               | Castors Braine               | Kangoeroes Basket Mechelen |
| Basket Namur Capitale       | KP TANY Brno                | Levharti Chomutov            | AEL Limassol WBC           |
| Piešťanské Čajky            | IDK Euskotren               | Spar Girona                  | Hozono Global Jairis CB    |
| Movistar Estudiantes        | Peli-Karhut                 | LDLC ASVEL Feminin           | Charnay Basket             |
| BLMA                        | Tarbes GB                   | Panathinaikos AC             | Proteas Voulas AEO         |
| NKA Universitas PEAC        | Sopron Basket               | Elitzur Landco Ramla         | GEAS Basket                |
| La Molisana Campobasso      | TTT Riga                    | Kibirkštis                   | BC Neptunas-Amberton       |
| VBW Arka Gdynia             | InvestInTheWest Enea Gorzow | AZS UMCS Lublin              | MB Zagłębie Sosnowiec      |
| Sportiva/Azoris Hotels      | SL Benfica                  | Caledonia Gladiators         | ACS Sepsi-SIC              |
| Crvena zvezda               | BCF Elfic Fribourg          | Galatasaray Cagdas Factoring |                            |
| Ronda de clasificación      |                             |                              |                            |
| GiroLive Panthers Osnabrück | Baxi Ferrol                 | UFAB 49                      | Pas Giannina               |
| Iraklis SC                  | TFSE-MTK Budapest           | BDS Dinamo Sassari           | O.ME.P.S. Battipaglia      |
| CS Universitatea Cluj       | Bodrum Basketbol            |                              |                            |

## Ronda de clasificación
| Equipo 1                    | Agr.    | Equipo 2              | Ida   | Vuelta |
| --------------------------- | ------- | --------------------- | ----- | ------ |
| Pas Giannina                | 113–175 | BDS Dinamo Sassari    | 63–80 | 50–95  |
| GiroLive Panthers Osnabrück | 102–148 | Bodrum Basketbol      | 36–78 | 66–70  |
| O.ME.P.S. Battipaglia       | 92–178  | Baxi Ferrol           | 47–89 | 45–89  |
| Iraklis SC                  | 121–119 | CS Universitatea Cluj | 61–50 | 60–69  |
| TFSE-MTK Budapest           | 134–173 | UFAB 49               | 57–90 | 77–83  |

Fuente: 

## Temporada regular

### Grupo A
| Pos. | Equipo                      | PJ | G | P | PF  | PC  | DP   | Pts | Clasificación       |  | ASV   | GOR    | LEV   | LIM    |
| ---- | --------------------------- | -- | - | - | --- | --- | ---- | --- | ------------------- |  | ----- | ------ | ----- | ------ |
| 1    | LDLC ASVEL Féminin          | 6  | 6 | 0 | 560 | 337 | +223 | 12  | Ronda 1 de Play-off |  | —     | 100–79 | 86–50 | 115–54 |
| 2    | InvestInTheWest Enea Gorzow | 6  | 3 | 3 | 490 | 422 | +68  | 9   | Ronda 1 de Play-off |  | 63–73 | —      | 81–59 | 91–52  |
| 3    | Levharti Chomutov           | 6  | 3 | 3 | 420 | 451 | −31  | 9   | Eliminado           |  | 47–89 | 90–84  | —     | 90–34  |
| 4    | AEL Limassol WBC            | 6  | 0 | 6 | 309 | 569 | −260 | 6   | Eliminado           |  | 44–97 | 48–92  | 77–84 | —      |

 Fuente: FIBA
Notas:
1. 1 2  InvestInTheWest Enea Gorzow 165–149 Levharti Chomutov

### Grupo B
| Pos. | Equipo                  | PJ | G | P | PF  | PC  | DP   | Pts | Clasificación       |  | JAI   | ANG   | LUB   | PAN    |
| ---- | ----------------------- | -- | - | - | --- | --- | ---- | --- | ------------------- |  | ----- | ----- | ----- | ------ |
| 1    | Hozono Global Jairis CB | 6  | 6 | 0 | 506 | 365 | +141 | 12  | Ronda 1 de Play-off |  | —     | 74–57 | 76–63 | 101–54 |
| 2    | UFAB 49                 | 6  | 4 | 2 | 467 | 414 | +53  | 10  | Ronda 1 de Play-off |  | 66–80 | —     | 92–69 | 77–55  |
| 3    | AZS UMCS Lublin         | 6  | 2 | 4 | 394 | 464 | −70  | 8   | Eliminado           |  | 58–83 | 61–89 | —     | 80–62  |
| 4    | Panathinaikos AC        | 6  | 0 | 6 | 375 | 499 | −124 | 6   | Eliminado           |  | 67–92 | 75–86 | 62–63 | —      |

 Fuente: FIBA

### Grupo C
| Pos. | Equipo             | PJ | G | P | PF  | PC  | DP   | Pts | Clasificación       |  | EUS   | CRV   | SEP   | PRO   |
| ---- | ------------------ | -- | - | - | --- | --- | ---- | --- | ------------------- |  | ----- | ----- | ----- | ----- |
| 1    | IDK Euskotren      | 6  | 6 | 0 | 438 | 340 | +98  | 12  | Ronda 1 de Play-off |  | —     | 70–64 | 68–53 | 85–43 |
| 2    | Crvena zvezda      | 6  | 4 | 2 | 456 | 373 | +83  | 10  | Ronda 1 de Play-off |  | 78–80 | —     | 76–70 | 93–53 |
| 3    | ACS Sepsi SIC      | 6  | 1 | 5 | 380 | 418 | −38  | 7   | Eliminado           |  | 54–62 | 62–72 | —     | 70–63 |
| 4    | AEO Proteas Voulas | 6  | 1 | 5 | 322 | 465 | −143 | 7   | Eliminado           |  | 48–73 | 38–73 | 77–71 | —     |

 Fuente: FIBA
Notas:
1. 1 2  ACS Sepsi SIC 141–140 AEO Proteas Voulas

### Grupo D
| Pos. | Equipo               | PJ | G | P | PF  | PC  | DP   | Pts | Clasificación       |  | BLMA  | NEP   | FRI   | GLA   |
| ---- | -------------------- | -- | - | - | --- | --- | ---- | --- | ------------------- |  | ----- | ----- | ----- | ----- |
| 1    | BLMA                 | 6  | 6 | 0 | 499 | 339 | +160 | 12  | Ronda 1 de Play-off |  | —     | 74–53 | 93–60 | 83–55 |
| 2    | BC Neptunas-Amberton | 6  | 3 | 3 | 397 | 391 | +6   | 9   | Ronda 1 de Play-off |  | 62–74 | —     | 68–55 | 88–56 |
| 3    | BCF Elfic Fribourg   | 6  | 3 | 3 | 389 | 438 | −49  | 9   | Eliminado           |  | 58–78 | 68–59 | —     | 82–78 |
| 4    | Caledonia Gladiators | 6  | 0 | 6 | 366 | 483 | −117 | 6   | Eliminado           |  | 51–97 | 64–67 | 62–66 | —     |

 Fuente: FIBA
Notas:
1. 1 2  BC Neptunas-Amberton 127–123 BCF Elfic Fribourg

### Grupo E
| Pos. | Equipo              | PJ | G | P | PF  | PC  | DP   | Pts | Clasificación       |  | SOP   | CHA   | BOD   | PIE   |
| ---- | ------------------- | -- | - | - | --- | --- | ---- | --- | ------------------- |  | ----- | ----- | ----- | ----- |
| 1    | Sopron Basket       | 6  | 5 | 1 | 450 | 361 | +89  | 11  | Ronda 1 de Play-off |  | —     | 75–63 | 66–71 | 74–47 |
| 2    | Charnay Basket      | 6  | 4 | 2 | 415 | 364 | +51  | 10  | Ronda 1 de Play-off |  | 53–71 | —     | 84–53 | 81–53 |
| 3    | Bodrum Basketbol SK | 6  | 3 | 3 | 427 | 448 | −21  | 9   | Eliminado           |  | 80–86 | 66–76 | —     | 78–73 |
| 4    | Piešťanské Čajky    | 6  | 0 | 6 | 329 | 448 | −119 | 6   | Eliminado           |  | 47–78 | 46–58 | 63–79 | —     |

 Fuente: FIBA

### Grupo F
| Pos. | Equipo                 | PJ | G | P | PF  | PC  | DP  | Pts | Clasificación       |  | CAS   | RUT   | CON   | PEL   |
| ---- | ---------------------- | -- | - | - | --- | --- | --- | --- | ------------------- |  | ----- | ----- | ----- | ----- |
| 1    | Castors Braine         | 6  | 4 | 2 | 453 | 436 | +17 | 10  | Ronda 1 de Play-off |  | —     | 66–71 | 79–74 | 64–65 |
| 2    | Rutronik Stars Keltern | 6  | 4 | 2 | 478 | 422 | +56 | 10  | Ronda 1 de Play-off |  | 72–79 | —     | 86–67 | 89–59 |
| 3    | CMS Constanța          | 6  | 3 | 3 | 471 | 470 | +1  | 9   | Ronda 1 de Play-off |  | 74–78 | 87–72 | —     | 74–70 |
| 4    | Peli-Karhut            | 6  | 1 | 5 | 423 | 497 | −74 | 7   | Eliminado           |  | 80–87 | 64–88 | 85–95 | —     |

 Fuente: FIBA
Notas:
1. 1 2  Castors Braine 145–143 Rutronik Stars Keltern

### Grupo G
| Pos. | Equipo               | PJ | G | P | PF  | PC  | DP   | Pts | Clasificación       |  | TAR    | MOV    | SZE    | IRA    |
| ---- | -------------------- | -- | - | - | --- | --- | ---- | --- | ------------------- |  | ------ | ------ | ------ | ------ |
| 1    | Tarbes GB            | 6  | 5 | 1 | 527 | 311 | +216 | 11  | Ronda 1 de Play-off |  | —      | 87–60  | 86–53  | 106–39 |
| 2    | Movistar Estudiantes | 6  | 4 | 2 | 532 | 399 | +133 | 10  | Ronda 1 de Play-off |  | 67–61  | —      | 96–66  | 102–38 |
| 3    | KSC Szekszárd        | 6  | 3 | 3 | 498 | 420 | +78  | 9   | Ronda 1 de Play-off |  | 59–68  | 106–98 | —      | 103–38 |
| 4    | Iraklis SC           | 6  | 0 | 6 | 223 | 650 | −427 | 6   | Eliminado           |  | 33–119 | 41–109 | 34–111 | —      |

 Fuente: FIBA

### Grupo H
| Pos. | Equipo               | PJ | G | P | PF  | PC  | DP  | Pts | Clasificación       |  | ARK   | KIR   | RAM   | ALBA  |
| ---- | -------------------- | -- | - | - | --- | --- | --- | --- | ------------------- |  | ----- | ----- | ----- | ----- |
| 1    | VBW Arka Gdynia      | 6  | 5 | 1 | 467 | 403 | +64 | 11  | Ronda 1 de Play-off |  | —     | 80–73 | 80–67 | 87–71 |
| 2    | Kibirkštis           | 6  | 3 | 3 | 433 | 428 | +5  | 9   | Ronda 1 de Play-off |  | 66–80 | —     | 72–80 | 80–68 |
| 3    | Elitzur Landco Ramla | 6  | 3 | 3 | 435 | 451 | −16 | 9   | Ronda 1 de Play-off |  | 82–79 | 67–85 | —     | 71–76 |
| 4    | ALBA Berlin          | 6  | 1 | 5 | 371 | 424 | −53 | 7   | Eliminado           |  | 44–61 | 53–57 | 59–68 | —     |

 Fuente: FIBA
Notas:
1. 1 2  Kibirkštis 157–147 Elitzur Landco Ramla

### Grupo I
| Pos. | Equipo                     | PJ | G | P | PF  | PC  | DP  | Pts | Clasificación       |  | SOS   | DIN   | MEC   | TTT   |
| ---- | -------------------------- | -- | - | - | --- | --- | --- | --- | ------------------- |  | ----- | ----- | ----- | ----- |
| 1    | MB Zagłębie Sosnowiec      | 6  | 6 | 0 | 477 | 380 | +97 | 12  | Ronda 1 de Play-off |  | —     | 83–74 | 88–55 | 81–56 |
| 2    | BDS Dinamo Sassari         | 6  | 4 | 2 | 445 | 407 | +38 | 10  | Ronda 1 de Play-off |  | 62–70 | —     | 64–60 | 83–74 |
| 3    | Kangoeroes Basket Mechelen | 6  | 1 | 5 | 394 | 444 | −50 | 7   | Eliminado           |  | 79–81 | 60–76 | —     | 63–64 |
| 4    | TTT Riga                   | 6  | 1 | 5 | 379 | 464 | −85 | 7   | Eliminado           |  | 54–74 | 60–86 | 71–77 | —     |

 Fuente: FIBA
Notas:
1. 1 2  Kangoeroes Basket Mechelen 140–135 TTT Riga

### Grupo J
| Pos. | Equipo                       | PJ | G | P | PF  | PC  | DP   | Pts | Clasificación       |  | GAL   | BAX   | BRN    | SPO   |
| ---- | ---------------------------- | -- | - | - | --- | --- | ---- | --- | ------------------- |  | ----- | ----- | ------ | ----- |
| 1    | Galatasaray Cagdas Faktoring | 6  | 5 | 1 | 514 | 363 | +151 | 11  | Ronda 1 de Play-off |  | —     | 69–73 | 110–62 | 84–52 |
| 2    | Baxi Ferrol                  | 6  | 5 | 1 | 455 | 353 | +102 | 11  | Ronda 1 de Play-off |  | 66–83 | —     | 79–59  | 82–45 |
| 3    | KP TANY Brno                 | 6  | 2 | 4 | 375 | 466 | −91  | 8   | Eliminado           |  | 66–92 | 59–73 | —      | 56–49 |
| 4    | Sportiva/AzorisHotels        | 6  | 0 | 6 | 291 | 453 | −162 | 6   | Eliminado           |  | 44–76 | 38–82 | 63–73  | —     |

 Fuente: FIBA
Notas:
1. 1 2  Galatasaray Cagdas Faktoring 152–139 Baxi Ferrol

### Grupo K
| Pos. | Equipo                | PJ | G | P | PF  | PC  | DP   | Pts | Clasificación       |  | BES   | GEAS  | BEN   | NAM    |
| ---- | --------------------- | -- | - | - | --- | --- | ---- | --- | ------------------- |  | ----- | ----- | ----- | ------ |
| 1    | Beşiktaş JK           | 6  | 6 | 0 | 508 | 366 | +142 | 12  | Ronda 1 de Play-off |  | —     | 82–71 | 90–55 | 103–63 |
| 2    | GEAS Basket           | 6  | 4 | 2 | 450 | 362 | +88  | 10  | Ronda 1 de Play-off |  | 49–63 | —     | 92–58 | 81–49  |
| 3    | SL Benfica            | 6  | 1 | 5 | 387 | 465 | −78  | 7   | Eliminado           |  | 55–76 | 67–79 | —     | 77–52  |
| 4    | Basket Namur Capitale | 6  | 1 | 5 | 356 | 508 | −152 | 7   | Eliminado           |  | 73–94 | 43–78 | 76–75 | —      |

 Fuente: FIBA
Notas:
1. 1 2  SL Benfica 152–128 Basket Namur Capitale

### Grupo L
| Pos. | Equipo                 | PJ | G | P | GF  | GC  | DG   | Pts | Clasificación       |  | GIR    | MAG   | NKA    | YER    |
| ---- | ---------------------- | -- | - | - | --- | --- | ---- | --- | ------------------- |  | ------ | ----- | ------ | ------ |
| 1    | Spar Girona            | 6  | 5 | 1 | 525 | 398 | +127 | 11  | Ronda 1 de Play-off |  | —      | 74–66 | 79–72  | 96–35  |
| 2    | La Molisana Campobasso | 6  | 4 | 2 | 494 | 411 | +83  | 10  | Ronda 1 de Play-off |  | 97–90  | —     | 72–65  | 103–38 |
| 3    | NKA Universitas PEAC   | 6  | 3 | 3 | 505 | 379 | +126 | 9   | Ronda 1 de Play-off |  | 71–74  | 73–57 | —      | 122–55 |
| 4    | Yerevan Foxes          | 6  | 0 | 6 | 298 | 634 | −336 | 6   | Eliminado           |  | 57–112 | 71–99 | 42–102 | —      |

 Fuente: FIBA

#### Ranking de terceros clasificados
| Pos. | Grp | Equipo                     | PJ | G | P | PF  | PC  | DP   | Pts | Clasificación       |
| ---- | --- | -------------------------- | -- | - | - | --- | --- | ---- | --- | ------------------- |
| 1    | L   | NKA Universitas PEAC       | 6  | 3 | 3 | 505 | 379 | +126 | 9   | Ronda 1 de Play-off |
| 2    | G   | TARR KSC Szekszárd         | 6  | 3 | 3 | 498 | 420 | +78  | 9   | Ronda 1 de Play-off |
| 3    | F   | CMS Constanța              | 6  | 3 | 3 | 471 | 470 | +1   | 9   | Ronda 1 de Play-off |
| 4    | H   | Elitzur Landco Ramla       | 6  | 3 | 3 | 435 | 451 | −16  | 9   | Ronda 1 de Play-off |
| 5    | E   | Bodrum Basketbol           | 6  | 3 | 3 | 427 | 448 | −21  | 9   |                     |
| 6    | A   | Levharti Chomutov          | 6  | 3 | 3 | 420 | 451 | −31  | 9   |                     |
| 7    | D   | BCF Elfic Fribourg         | 6  | 3 | 3 | 389 | 438 | −49  | 9   |                     |
| 8    | B   | AZS UMCS Lublin            | 6  | 2 | 4 | 394 | 464 | −70  | 8   |                     |
| 9    | J   | KP TANY Brno               | 6  | 2 | 4 | 375 | 466 | −91  | 8   |                     |
| 10   | C   | ACS Sepsi SIC              | 6  | 1 | 5 | 380 | 418 | −38  | 7   |                     |
| 11   | I   | Kangoeroes Basket Mechelen | 6  | 1 | 5 | 394 | 444 | −50  | 7   |                     |
| 12   | K   | SL Benfica                 | 6  | 1 | 5 | 387 | 465 | −78  | 7   |                     |

 Fuente: FIBA

## Fase eliminatoria

### Clasificación de equipos
| Pos. | Equipo                       | PJ | G | P | PF  | PC  | DP   | Pts | Clasificación                       |
| ---- | ---------------------------- | -- | - | - | --- | --- | ---- | --- | ----------------------------------- |
| 1    | DVTK HUN-Therm               | 6  | 1 | 5 | 356 | 390 | −34  | 7   | Eliminados de Euroliga              |
| 2    | ESB Villeneuve-d'Ascq        | 6  | 1 | 5 | 402 | 486 | −84  | 7   | Eliminados de Euroliga              |
| 3    | Uni Györ                     | 6  | 0 | 6 | 404 | 485 | −81  | 6   | Eliminados de Euroliga              |
| 4    | Olympiacos SFP               | 6  | 0 | 6 | 365 | 507 | −142 | 6   | Eliminados de Euroliga              |
| 5    | LDLC ASVEL Féminin           | 6  | 6 | 0 | 560 | 337 | +223 | 12  | Clasificados como primeros de grupo |
| 6    | BLMA                         | 6  | 6 | 0 | 499 | 339 | +160 | 12  | Clasificados como primeros de grupo |
| 7    | Beşiktaş                     | 6  | 6 | 0 | 508 | 366 | +142 | 12  | Clasificados como primeros de grupo |
| 8    | Hozono Global Jairis         | 6  | 6 | 0 | 506 | 365 | +141 | 12  | Clasificados como primeros de grupo |
| 9    | IDK Euskotren                | 6  | 6 | 0 | 438 | 340 | +98  | 12  | Clasificados como primeros de grupo |
| 10   | MB Zagłębie Sosnowiec        | 6  | 6 | 0 | 477 | 380 | +97  | 12  | Clasificados como primeros de grupo |
| 11   | Tarbes GB                    | 6  | 5 | 1 | 527 | 311 | +216 | 11  | Clasificados como primeros de grupo |
| 12   | Galatasaray Cagdas Faktoring | 6  | 5 | 1 | 514 | 363 | +151 | 11  | Clasificados como primeros de grupo |
| 13   | Spar Girona                  | 6  | 5 | 1 | 525 | 398 | +127 | 11  | Clasificados como primeros de grupo |
| 14   | Sopron Basket                | 6  | 5 | 1 | 450 | 361 | +89  | 11  | Clasificados como primeros de grupo |
| 15   | VBW Arka Gdynia              | 6  | 5 | 1 | 467 | 403 | +64  | 11  | Clasificados como primeros de grupo |
| 16   | Castors Braine               | 6  | 4 | 2 | 453 | 436 | +17  | 10  | Clasificados como primeros de grupo |
| 17   | Baxi Ferrol                  | 6  | 5 | 1 | 455 | 353 | +102 | 11  | Clasificados como segundos de grupo |
| 18   | Movistar Estudiantes         | 6  | 4 | 2 | 532 | 399 | +133 | 10  | Clasificados como segundos de grupo |
| 19   | GEAS Basket                  | 6  | 4 | 2 | 450 | 362 | +88  | 10  | Clasificados como segundos de grupo |
| 20   | La Molisana Campobasso       | 6  | 4 | 2 | 494 | 411 | +83  | 10  | Clasificados como segundos de grupo |
| 21   | Crvena zvezda                | 6  | 4 | 2 | 456 | 373 | +83  | 10  | Clasificados como segundos de grupo |
| 22   | Rutronik Stars Keltern       | 6  | 4 | 2 | 478 | 422 | +56  | 10  | Clasificados como segundos de grupo |
| 23   | UFAB 49                      | 6  | 4 | 2 | 467 | 414 | +53  | 10  | Clasificados como segundos de grupo |
| 24   | Charnay Basket               | 6  | 4 | 2 | 415 | 364 | +51  | 10  | Clasificados como segundos de grupo |
| 25   | BDS Dinamo Sassari           | 6  | 4 | 2 | 445 | 407 | +38  | 10  | Clasificados como segundos de grupo |
| 26   | InvestInTheWest Enea Gorzow  | 6  | 3 | 3 | 490 | 422 | +68  | 9   | Clasificados como segundos de grupo |
| 27   | BC Neptunas-Amberton         | 6  | 3 | 3 | 397 | 391 | +6   | 9   | Clasificados como segundos de grupo |
| 28   | Kibirkštis                   | 6  | 3 | 3 | 433 | 428 | +5   | 9   | Clasificados como segundos de grupo |
| 29   | NKA Universitas PEAC         | 6  | 3 | 3 | 505 | 379 | +126 | 9   | Clasificados como mejores terceros  |
| 30   | TARR KSC Szekszárd           | 6  | 3 | 3 | 498 | 420 | +78  | 9   | Clasificados como mejores terceros  |
| 31   | CMS Constanța                | 6  | 3 | 3 | 471 | 470 | +1   | 9   | Clasificados como mejores terceros  |
| 32   | Elitzur Landco Ramla         | 6  | 3 | 3 | 435 | 451 | −16  | 9   | Clasificados como mejores terceros  |

 Fuente: FIBA

### Cuadro final
|  | Ronda 1 de Play-off                            | Ronda 1 de Play-off                            |                       |                        | Octavos de final                      | Octavos de final                      |  |                    | Cuartos de final                           | Cuartos de final                           |  |               | Semifinales                           | Semifinales                           |  |             | Finales                               | Finales                               |  |
|  | 12 de diciembre (ida) 19 de diciembre (vuelta) | 12 de diciembre (ida) 19 de diciembre (vuelta) |                       |                        | 9 de enero (ida) 16 de enero (vuelta) | 9 de enero (ida) 16 de enero (vuelta) |  |                    | 20 de febrero (ida) 27 de febrero (vuelta) | 20 de febrero (ida) 27 de febrero (vuelta) |  |               | 6 de marzo (ida) 13 de marzo (vuelta) | 6 de marzo (ida) 13 de marzo (vuelta) |  |             | 27 de marzo (ida) 3 de abril (vuelta) | 27 de marzo (ida) 3 de abril (vuelta) |  |
|  |                                                |                                                |                       |                        |                                       |                                       |  |                    |                                            |                                            |  |               |                                       |                                       |  |             |                                       |                                       |  |
|  |                                                |                                                |                       |                        |                                       |                                       |  |                    |                                            |                                            |  |               |                                       |                                       |  |             |                                       |                                       |  |
|  | Crvena zvezda                                  | 147                                            |                       |                        |                                       |                                       |  |                    |                                            |                                            |  |               |                                       |                                       |  |             |                                       |                                       |  |
|  | Crvena zvezda                                  | 147                                            |                       |                        |                                       |                                       |  |                    |                                            |                                            |  |               |                                       |                                       |  |             |                                       |                                       |  |
|  | Galatasaray                                    | 177                                            |                       |                        |                                       |                                       |  |                    |                                            |                                            |  |               |                                       |                                       |  |             |                                       |                                       |  |
|  | Galatasaray                                    | 177                                            |                       | Galatasaray            | 133                                   |                                       |  |                    |                                            |                                            |  |               |                                       |                                       |  |             |                                       |                                       |  |
|  |                                                |                                                |                       | Galatasaray            | 133                                   |                                       |  |                    |                                            |                                            |  |               |                                       |                                       |  |             |                                       |                                       |  |
|  |                                                |                                                | LDLC ASVEL            | 159                    |                                       |                                       |  |                    |                                            |                                            |  |               |                                       |                                       |  |             |                                       |                                       |  |
|  | Kibirkštis                                     | 152                                            | LDLC ASVEL            | 159                    |                                       |                                       |  |                    |                                            |                                            |  |               |                                       |                                       |  |             |                                       |                                       |  |
|  | Kibirkštis                                     | 152                                            |                       |                        |                                       |                                       |  |                    |                                            |                                            |  |               |                                       |                                       |  |             |                                       |                                       |  |
|  | LDLC ASVEL                                     | 154                                            |                       |                        |                                       |                                       |  |                    |                                            |                                            |  |               |                                       |                                       |  |             |                                       |                                       |  |
|  | LDLC ASVEL                                     | 154                                            |                       |                        |                                       |                                       |  | LDLC ASVEL         | 144                                        |                                            |  |               |                                       |                                       |  |             |                                       |                                       |  |
|  |                                                |                                                |                       |                        |                                       |                                       |  | LDLC ASVEL         | 144                                        |                                            |  |               |                                       |                                       |  |             |                                       |                                       |  |
|  |                                                |                                                | Spar Girona           | 128                    |                                       |                                       |  |                    |                                            |                                            |  |               |                                       |                                       |  |             |                                       |                                       |  |
|  | La Molisana Campobasso                         | 144                                            | Spar Girona           | 128                    |                                       |                                       |  |                    |                                            |                                            |  |               |                                       |                                       |  |             |                                       |                                       |  |
|  | La Molisana Campobasso                         | 144                                            |                       |                        |                                       |                                       |  |                    |                                            |                                            |  |               |                                       |                                       |  |             |                                       |                                       |  |
|  | Spar Girona                                    | 157                                            |                       |                        |                                       |                                       |  |                    |                                            |                                            |  |               |                                       |                                       |  |             |                                       |                                       |  |
|  | Spar Girona                                    | 157                                            |                       | Spar Girona            | 161                                   |                                       |  |                    |                                            |                                            |  |               |                                       |                                       |  |             |                                       |                                       |  |
|  |                                                |                                                |                       | Spar Girona            | 161                                   |                                       |  |                    |                                            |                                            |  |               |                                       |                                       |  |             |                                       |                                       |  |
|  |                                                |                                                | NKA Universitas PEAC  | 150                    |                                       |                                       |  |                    |                                            |                                            |  |               |                                       |                                       |  |             |                                       |                                       |  |
|  | NKA Universitas PEAC                           | 160                                            | NKA Universitas PEAC  | 150                    |                                       |                                       |  |                    |                                            |                                            |  |               |                                       |                                       |  |             |                                       |                                       |  |
|  | NKA Universitas PEAC                           | 160                                            |                       |                        |                                       |                                       |  |                    |                                            |                                            |  |               |                                       |                                       |  |             |                                       |                                       |  |
|  | Olympiacos SFP                                 | 156                                            |                       |                        |                                       |                                       |  |                    |                                            |                                            |  |               |                                       |                                       |  |             |                                       |                                       |  |
|  | Olympiacos SFP                                 | 156                                            |                       |                        |                                       |                                       |  |                    |                                            |                                            |  | LDLC ASVEL    | 136                                   |                                       |  |             |                                       |                                       |  |
|  |                                                |                                                |                       |                        |                                       |                                       |  |                    |                                            |                                            |  | LDLC ASVEL    | 136                                   |                                       |  |             |                                       |                                       |  |
|  |                                                |                                                | Baxi Ferrol           | 156                    |                                       |                                       |  |                    |                                            |                                            |  |               |                                       |                                       |  |             |                                       |                                       |  |
|  | Charnay Basket                                 | 134                                            | Baxi Ferrol           | 156                    |                                       |                                       |  |                    |                                            |                                            |  |               |                                       |                                       |  |             |                                       |                                       |  |
|  | Charnay Basket                                 | 134                                            |                       |                        |                                       |                                       |  |                    |                                            |                                            |  |               |                                       |                                       |  |             |                                       |                                       |  |
|  | IDK Euskotren                                  | 141                                            |                       |                        |                                       |                                       |  |                    |                                            |                                            |  |               |                                       |                                       |  |             |                                       |                                       |  |
|  | IDK Euskotren                                  | 141                                            |                       | IDK Euskotren          | 121                                   |                                       |  |                    |                                            |                                            |  |               |                                       |                                       |  |             |                                       |                                       |  |
|  |                                                |                                                |                       | IDK Euskotren          | 121                                   |                                       |  |                    |                                            |                                            |  |               |                                       |                                       |  |             |                                       |                                       |  |
|  |                                                |                                                | BDS Dinamo Sassari    | 143                    |                                       |                                       |  |                    |                                            |                                            |  |               |                                       |                                       |  |             |                                       |                                       |  |
|  | BDS Dinamo Sassari                             | 131                                            | BDS Dinamo Sassari    | 143                    |                                       |                                       |  |                    |                                            |                                            |  |               |                                       |                                       |  |             |                                       |                                       |  |
|  | BDS Dinamo Sassari                             | 131                                            |                       |                        |                                       |                                       |  |                    |                                            |                                            |  |               |                                       |                                       |  |             |                                       |                                       |  |
|  | Hozono Global Jairis                           | 128                                            |                       |                        |                                       |                                       |  |                    |                                            |                                            |  |               |                                       |                                       |  |             |                                       |                                       |  |
|  | Hozono Global Jairis                           | 128                                            |                       |                        |                                       |                                       |  | BDS Dinamo Sassari | 146                                        |                                            |  |               |                                       |                                       |  |             |                                       |                                       |  |
|  |                                                |                                                |                       |                        |                                       |                                       |  | BDS Dinamo Sassari | 146                                        |                                            |  |               |                                       |                                       |  |             |                                       |                                       |  |
|  |                                                |                                                | Baxi Ferrol           | 184                    |                                       |                                       |  |                    |                                            |                                            |  |               |                                       |                                       |  |             |                                       |                                       |  |
|  | Baxi Ferrol                                    | 180                                            | Baxi Ferrol           | 184                    |                                       |                                       |  |                    |                                            |                                            |  |               |                                       |                                       |  |             |                                       |                                       |  |
|  | Baxi Ferrol                                    | 180                                            |                       |                        |                                       |                                       |  |                    |                                            |                                            |  |               |                                       |                                       |  |             |                                       |                                       |  |
|  | Castors Braine                                 | 133                                            |                       |                        |                                       |                                       |  |                    |                                            |                                            |  |               |                                       |                                       |  |             |                                       |                                       |  |
|  | Castors Braine                                 | 133                                            |                       | Baxi Ferrol            | 138                                   |                                       |  |                    |                                            |                                            |  |               |                                       |                                       |  |             |                                       |                                       |  |
|  |                                                |                                                |                       | Baxi Ferrol            | 138                                   |                                       |  |                    |                                            |                                            |  |               |                                       |                                       |  |             |                                       |                                       |  |
|  |                                                |                                                | DVTK HUN-Therm        | 133                    |                                       |                                       |  |                    |                                            |                                            |  |               |                                       |                                       |  |             |                                       |                                       |  |
|  | Elitzur Landco Ramla                           | 146                                            | DVTK HUN-Therm        | 133                    |                                       |                                       |  |                    |                                            |                                            |  |               |                                       |                                       |  |             |                                       |                                       |  |
|  | Elitzur Landco Ramla                           | 146                                            |                       |                        |                                       |                                       |  |                    |                                            |                                            |  |               |                                       |                                       |  |             |                                       |                                       |  |
|  | DVTK HUN-Therm                                 | 158                                            |                       |                        |                                       |                                       |  |                    |                                            |                                            |  |               |                                       |                                       |  |             |                                       |                                       |  |
|  | DVTK HUN-Therm                                 | 158                                            |                       |                        |                                       |                                       |  |                    |                                            |                                            |  |               |                                       |                                       |  | Baxi Ferrol | 145                                   |                                       |  |
|  |                                                |                                                |                       |                        |                                       |                                       |  |                    |                                            |                                            |  |               |                                       |                                       |  | Baxi Ferrol | 145                                   |                                       |  |
|  |                                                |                                                | ESB Villeneuve-d'Ascq | 162                    |                                       |                                       |  |                    |                                            |                                            |  |               |                                       |                                       |  |             |                                       |                                       |  |
|  | Rutronik Stars Keltern                         | 131                                            | ESB Villeneuve-d'Ascq | 162                    |                                       |                                       |  |                    |                                            |                                            |  |               |                                       |                                       |  |             |                                       |                                       |  |
|  | Rutronik Stars Keltern                         | 131                                            |                       |                        |                                       |                                       |  |                    |                                            |                                            |  |               |                                       |                                       |  |             |                                       |                                       |  |
|  | Tarbes GB                                      | 95                                             |                       |                        |                                       |                                       |  |                    |                                            |                                            |  |               |                                       |                                       |  |             |                                       |                                       |  |
|  | Tarbes GB                                      | 95                                             |                       | Rutronik Stars Keltern | 107                                   |                                       |  |                    |                                            |                                            |  |               |                                       |                                       |  |             |                                       |                                       |  |
|  |                                                |                                                |                       | Rutronik Stars Keltern | 107                                   |                                       |  |                    |                                            |                                            |  |               |                                       |                                       |  |             |                                       |                                       |  |
|  |                                                |                                                | BLMA                  | 119                    |                                       |                                       |  |                    |                                            |                                            |  |               |                                       |                                       |  |             |                                       |                                       |  |
|  | BC Neptunas-Amberton                           | 115                                            | BLMA                  | 119                    |                                       |                                       |  |                    |                                            |                                            |  |               |                                       |                                       |  |             |                                       |                                       |  |
|  | BC Neptunas-Amberton                           | 115                                            |                       |                        |                                       |                                       |  |                    |                                            |                                            |  |               |                                       |                                       |  |             |                                       |                                       |  |
|  | BLMA                                           | 161                                            |                       |                        |                                       |                                       |  |                    |                                            |                                            |  |               |                                       |                                       |  |             |                                       |                                       |  |
|  | BLMA                                           | 161                                            |                       |                        |                                       |                                       |  | BLMA               | 123                                        |                                            |  |               |                                       |                                       |  |             |                                       |                                       |  |
|  |                                                |                                                |                       |                        |                                       |                                       |  | BLMA               | 123                                        |                                            |  |               |                                       |                                       |  |             |                                       |                                       |  |
|  |                                                |                                                | Sopron Basket         | 138                    |                                       |                                       |  |                    |                                            |                                            |  |               |                                       |                                       |  |             |                                       |                                       |  |
|  | GEAS Basket                                    | 111                                            | Sopron Basket         | 138                    |                                       |                                       |  |                    |                                            |                                            |  |               |                                       |                                       |  |             |                                       |                                       |  |
|  | GEAS Basket                                    | 111                                            |                       |                        |                                       |                                       |  |                    |                                            |                                            |  |               |                                       |                                       |  |             |                                       |                                       |  |
|  | Sopron Basket                                  | 143                                            |                       |                        |                                       |                                       |  |                    |                                            |                                            |  |               |                                       |                                       |  |             |                                       |                                       |  |
|  | Sopron Basket                                  | 143                                            |                       | Sopron Basket          | 169                                   |                                       |  |                    |                                            |                                            |  |               |                                       |                                       |  |             |                                       |                                       |  |
|  |                                                |                                                |                       | Sopron Basket          | 169                                   |                                       |  |                    |                                            |                                            |  |               |                                       |                                       |  |             |                                       |                                       |  |
|  |                                                |                                                | Uni Györ              | 145                    |                                       |                                       |  |                    |                                            |                                            |  |               |                                       |                                       |  |             |                                       |                                       |  |
|  | KSC Szekszárd                                  | 150                                            | Uni Györ              | 145                    |                                       |                                       |  |                    |                                            |                                            |  |               |                                       |                                       |  |             |                                       |                                       |  |
|  | KSC Szekszárd                                  | 150                                            |                       |                        |                                       |                                       |  |                    |                                            |                                            |  |               |                                       |                                       |  |             |                                       |                                       |  |
|  | Uni Györ                                       | 190                                            |                       |                        |                                       |                                       |  |                    |                                            |                                            |  |               |                                       |                                       |  |             |                                       |                                       |  |
|  | Uni Györ                                       | 190                                            |                       |                        |                                       |                                       |  |                    |                                            |                                            |  | Sopron Basket | 112                                   |                                       |  |             |                                       |                                       |  |
|  |                                                |                                                |                       |                        |                                       |                                       |  |                    |                                            |                                            |  | Sopron Basket | 112                                   |                                       |  |             |                                       |                                       |  |
|  |                                                |                                                | ESB Villeneuve-d'Ascq | 127                    |                                       |                                       |  |                    |                                            |                                            |  |               |                                       |                                       |  |             |                                       |                                       |  |
|  | UFAB 49                                        | 176                                            | ESB Villeneuve-d'Ascq | 127                    |                                       |                                       |  |                    |                                            |                                            |  |               |                                       |                                       |  |             |                                       |                                       |  |
|  | UFAB 49                                        | 176                                            |                       |                        |                                       |                                       |  |                    |                                            |                                            |  |               |                                       |                                       |  |             |                                       |                                       |  |
|  | MB Zagłębie Sosnowiec                          | 148                                            |                       |                        |                                       |                                       |  |                    |                                            |                                            |  |               |                                       |                                       |  |             |                                       |                                       |  |
|  | MB Zagłębie Sosnowiec                          | 148                                            |                       | UFAB 49                | 128                                   |                                       |  |                    |                                            |                                            |  |               |                                       |                                       |  |             |                                       |                                       |  |
|  |                                                |                                                |                       | UFAB 49                | 128                                   |                                       |  |                    |                                            |                                            |  |               |                                       |                                       |  |             |                                       |                                       |  |
|  |                                                |                                                | Beşiktaş              | 130                    |                                       |                                       |  |                    |                                            |                                            |  |               |                                       |                                       |  |             |                                       |                                       |  |
|  | InvestInTheWest Enea Gorzow                    | 135                                            | Beşiktaş              | 130                    |                                       |                                       |  |                    |                                            |                                            |  |               |                                       |                                       |  |             |                                       |                                       |  |
|  | InvestInTheWest Enea Gorzow                    | 135                                            |                       |                        |                                       |                                       |  |                    |                                            |                                            |  |               |                                       |                                       |  |             |                                       |                                       |  |
|  | Beşiktaş                                       | 160                                            |                       |                        |                                       |                                       |  |                    |                                            |                                            |  |               |                                       |                                       |  |             |                                       |                                       |  |
|  | Beşiktaş                                       | 160                                            |                       |                        |                                       |                                       |  | Beşiktaş           | 153                                        |                                            |  |               |                                       |                                       |  |             |                                       |                                       |  |
|  |                                                |                                                |                       |                        |                                       |                                       |  | Beşiktaş           | 153                                        |                                            |  |               |                                       |                                       |  |             |                                       |                                       |  |
|  |                                                |                                                | ESB Villeneuve-d'Ascq | 172                    |                                       |                                       |  |                    |                                            |                                            |  |               |                                       |                                       |  |             |                                       |                                       |  |
|  | Movistar Estudiantes                           | 141                                            | ESB Villeneuve-d'Ascq | 172                    |                                       |                                       |  |                    |                                            |                                            |  |               |                                       |                                       |  |             |                                       |                                       |  |
|  | Movistar Estudiantes                           | 141                                            |                       |                        |                                       |                                       |  |                    |                                            |                                            |  |               |                                       |                                       |  |             |                                       |                                       |  |
|  | VBW Arka Gdynia                                | 136                                            |                       |                        |                                       |                                       |  |                    |                                            |                                            |  |               |                                       |                                       |  |             |                                       |                                       |  |
|  | VBW Arka Gdynia                                | 136                                            |                       | Movistar Estudiantes   | 165                                   |                                       |  |                    |                                            |                                            |  |               |                                       |                                       |  |             |                                       |                                       |  |
|  |                                                |                                                |                       | Movistar Estudiantes   | 165                                   |                                       |  |                    |                                            |                                            |  |               |                                       |                                       |  |             |                                       |                                       |  |
|  |                                                |                                                | ESB Villeneuve-d'Ascq | 173                    |                                       |                                       |  |                    |                                            |                                            |  |               |                                       |                                       |  |             |                                       |                                       |  |
|  | CMS Constanța                                  | 140                                            | ESB Villeneuve-d'Ascq | 173                    |                                       |                                       |  |                    |                                            |                                            |  |               |                                       |                                       |  |             |                                       |                                       |  |
|  | CMS Constanța                                  | 140                                            |                       |                        |                                       |                                       |  |                    |                                            |                                            |  |               |                                       |                                       |  |             |                                       |                                       |  |
|  | ESB Villeneuve-d'Ascq                          | 179                                            |                       |                        |                                       |                                       |  |                    |                                            |                                            |  |               |                                       |                                       |  |             |                                       |                                       |  |
|  | ESB Villeneuve-d'Ascq                          | 179                                            |                       |                        |                                       |                                       |  |                    |                                            |                                            |  |               |                                       |                                       |  |             |                                       |                                       |  |
|  |                                                |                                                |                       |                        |                                       |                                       |  |                    |                                            |                                            |  |               |                                       |                                       |  |             |                                       |                                       |  |

Fuente: 

### Ronda 1 de Play-off
| Equipo 1                    | Agr.    | Equipo 2                     | Ida   | Vuelta |
| --------------------------- | ------- | ---------------------------- | ----- | ------ |
| Elitzur Landco Ramla        | 146–158 | DVTK HUN-Therm               | 75–81 | 71–77  |
| CMS Constanța               | 140–179 | ESB Villeneuve-d'Ascq        | 69–88 | 71–91  |
| KSC Szekszárd               | 150–190 | Uni Györ                     | 77–92 | 73–98  |
| NKA Universitas PEAC        | 160–156 | Olympiacos SFP               | 85–63 | 75–93  |
| Kibirkštis                  | 152–154 | LDLC ASVEL Féminin           | 85–85 | 67–69  |
| BC Neptunas-Amberton        | 115–161 | BLMA                         | 60–96 | 55–65  |
| InvestInTheWest Enea Gorzow | 135–160 | Beşiktaş                     | 64–80 | 71–80  |
| BDS Dinamo Sassari          | 131–128 | Hozono Global Jairis         | 60–54 | 71–74  |
| Charnay Basket              | 134–141 | IDK Euskotren                | 68–68 | 66–73  |
| UFAB 49                     | 176–148 | MB Zagłębie Sosnowiec        | 86–60 | 90–88  |
| Rutronik Stars Keltern      | 131–95  | Tarbes GB                    | 60–45 | 71–50  |
| Crvena zvezda               | 147–177 | Galatasaray Cagdas Faktoring | 72–95 | 75–82  |
| La Molisana Campobasso      | 144–157 | Spar Girona                  | 73–75 | 71–82  |
| GEAS Basket                 | 111–143 | Sopron Basket                | 66–79 | 45–64  |
| Movistar Estudiantes        | 141–136 | VBW Arka Gdynia              | 82–77 | 59–59  |
| Baxi Ferrol                 | 180–133 | Castors Braine               | 83–58 | 97–75  |

Elitzur Landco Ramla vs. DVTK HUN-Therm
| 17 de diciembre de 2024 | Elitzur Landco Ramla                                                                 | 75–81                                | DVTK HUN-Therm                                                                       | Miskolc |  |
| 18:00 (GMT+1)           | Parciales: 18–28, 20–29, 14–7, 23–17                                                 | Parciales: 18–28, 20–29, 14–7, 23–17 | Parciales: 18–28, 20–29, 14–7, 23–17                                                 | |  |
|                         | Estadísticas Jennie Simms (23) Alexis Prince (6) Jennie Simms (13) Jennie Simms (28) | Reporte Pts Reb Asts Val             | Estadísticas (24) Kaila Charles (10) Réka Lelik (9) Veronika Kányási (27) Réka Lelik | Pabellón: DVTK Arena Asistencia: 1500 espectadores Árbitros: Nikola Perlić Alexandra-Ioana Stan Michał Sosin |  |

| 19 de diciembre de 2024 | DVTK HUN-Therm                                                                                 | 77–71                                 | Elitzur Landco Ramla                                                                | Miskolc                                                                                                 |  |
| 18:00 (GMT+1)           | Parciales: 15–19, 20–21, 16–14, 26–17                                                          | Parciales: 15–19, 20–21, 16–14, 26–17 | Parciales: 15–19, 20–21, 16–14, 26–17                                               | |  |
|                         | Estadísticas Kaila Charles (18) Kaila Charles (6) M. Miklós, V. Kányási (5) Kaila Charles (21) | Reporte Pts Reb Asts Val              | Estadísticas (24) Alexis Prince (8) Adut Bulgak (8) Jennie Simms (26) Alexis Prince | Pabellón: DVTK Arena Asistencia: 1800 espectadores Árbitros: Branimir Galić Amalia Marchiş Luka Brekalo |  |

DVTK HUN-Therm gana la eliminatoria 158–146
CSM Constanța vs. ESB Villeneuve-d'Ascq
| 12 de diciembre de 2024 | CMS Constanța                                                                                   | 69–88                                 | ESB Villeneuve-d'Ascq                                                                         | Constanța |  |
| 19:00 (GMT+2)           | Parciales: 14–30, 21–22, 18–19, 16–17                                                           | Parciales: 14–30, 21–22, 18–19, 16–17 | Parciales: 14–30, 21–22, 18–19, 16–17                                                         | |  |
|                         | Estadísticas Gabriela Mărginean (17) Zada Williams (12) Miljana Džombeta (5) Zada Williams (19) | Reporte Pts Reb Asts Val              | Estadísticas (23) Aminata Gueye (12) Haley Peters (6) C. Leite, C. Hériaud (29) Aminata Gueye | Pabellón: Sala Sporturilor Constanta Asistencia: 300 espectadores Árbitros: Nikolaos Tziopanos Suzana Vujičić Anastasia Tsakiraki |  |

| 18 de diciembre de 2024 | ESB Villeneuve-d'Ascq                                                             | 91–71                                 | CMS Constanța                                                                                     | Villeneuve-d'Ascq                                                                                                   |  |
| 20:00 (GMT+1)           | Parciales: 26–18, 16–23, 31–12, 18–18                                             | Parciales: 26–18, 16–23, 31–12, 18–18 | Parciales: 26–18, 16–23, 31–12, 18–18                                                             | |  |
|                         | Estadísticas Carla Leite (20) Haley Peters (9) Haley Peters (7) Haley Peters (27) | Reporte Pts Reb Asts Val              | Estadísticas (25) Gabriela Mărginean (10) Zada Williams (6) Zada Williams (25) Gabriela Mărginean | Pabellón: Le Palacium Asistencia: 1865 espectadores Árbitros: Jurgen Muho Milita Stalaučinskaitė Oleksandr Dotsenko |  |

ESB Villeneuve-d'Ascq gana la eliminatoria 179–140
KSC Szekszárd vs. Uni Györ
| 11 de diciembre de 2024 | KSC Szekszárd                                                                                 | 77–92                                 | Uni Györ                                                                              | Szekszárd |  |
| 18:00 (GMT+1)           | Parciales: 20–22, 19–22, 18–22, 20–26                                                         | Parciales: 20–22, 19–22, 18–22, 20–26 | Parciales: 20–22, 19–22, 18–22, 20–26                                                 | |  |
|                         | Estadísticas Sara Bejedi (27) Kathryn Westbeld (6) Precious Johnson (6) Kathryn Westbeld (24) | Reporte Pts Reb Asts Val              | Estadísticas (24) Virág Kiss (9) Darcee Garbin (5) R. Dombai, B. Bach (26) Virág Kiss | Pabellón: Szekszárd Városi Sportcsarnok Asistencia: 550 espectadores Árbitros: Alin Faur Stefan Zdravković Petr Blahout |  |

| 19 de diciembre de 2024 | Uni Györ                                                                                | 98–73                                 | KSC Szekszárd                                                                                 | Győr |  |
| 18:00 (GMT+1)           | Parciales: 23–22, 27–14, 30–22, 18–15                                                   | Parciales: 23–22, 27–14, 30–22, 18–15 | Parciales: 23–22, 27–14, 30–22, 18–15                                                         | |  |
|                         | Estadísticas Virág Kiss (19) Darcee Garbin (6) R. Dombai, C. Goree (6) Réka Dombai (21) | Reporte Pts Reb Asts Val              | Estadísticas (15) Kathryn Westbeld (7) Precious Johnson (5) Sara Bejedi (17) Precious Johnson | Pabellón: University Hall of Györ Asistencia: 300 espectadores Árbitros: Domen Krajnc Danilo Petković Artjoms Ribakovs |  |

Uni Györ gana la eliminatoria 190–150
NKA Universitas PEAC vs. Olympiacos SFP
| 11 de diciembre de 2024 | NKA Universitas PEAC                                                                                   | 85–63                                 | Olympiacos SFP                                                                                             | Pécs |  |
| 18:00 (GMT+1)           | Parciales: 16–17, 23–16, 32–16, 14–19                                                                  | Parciales: 16–17, 23–16, 32–16, 14–19 | Parciales: 16–17, 23–16, 32–16, 14–19                                                                      | |  |
|                         | Estadísticas Virág Zsebe-Weninger (14) Julia Reisingerová (8) Ágnes Studer (5) Julia Reisingerová (18) | Reporte Pts Reb Asts Val              | Estadísticas (19) Eleanna Christinaki (10) Eleanna Christinaki (3) Tres jugadoras (19) Eleanna Christinaki | Pabellón: Lauber Dezső Sports Hall Asistencia: 800 espectadores Árbitros: Haris Bijedic Nemanja Vlahović Vojkan Živković |  |

| 19 de diciembre de 2024 | Olympiacos SFP                                                                                          | 93–75                                 | NKA Universitas PEAC                                                                                     | El Pireo |  |
| 18:00 (GMT+2)           | Parciales: 26–16, 12–23, 24–18, 31–18                                                                   | Parciales: 26–16, 12–23, 24–18, 31–18 | Parciales: 26–16, 12–23, 24–18, 31–18                                                                    | |  |
|                         | Estadísticas I. Raca, E. Christinaki (22) M. Hempe, R. Tobin (10) Kyra Lambert (14) Tres jugadoras (22) | Reporte Pts Reb Asts Val              | Estadísticas (22) Julia Reisingerová (17) Julia Reisingerová (2) Cinco jugadoras (30) Julia Reisingerová | Pabellón: Estadio de la Paz y la Amistad Asistencia: 150 espectadores Árbitros: Nir Meirson Or Zror Stefan Kuburović |  |

NKA Universitas PEAC gana la eliminatoria 160–156
Kibirkštis vs. LDLC ASVEL Féminin
| 12 de diciembre de 2024 | Kibirkštis                                                                                       | 85–85                                 | LDLC ASVEL Féminin                                                                     | Vilna |  |
| 19:00 (GMT+2)           | Parciales: 25–14, 13–23, 25–22, 22–26                                                            | Parciales: 25–14, 13–23, 25–22, 22–26 | Parciales: 25–14, 13–23, 25–22, 22–26                                                  | |  |
|                         | Estadísticas Sydney Taylor (20) Daugilė Ūsė (18) G. Labuckienė, J. Miknaite (5) Daugilė Ūsė (27) | Reporte Pts Reb Asts Val              | Estadísticas (19) Justė Jocytė (8) Julie Wojta (6) Dayshanette Harris (21) Soana Lucet | Pabellón: Active Vilnius Arena Asistencia: 850 espectadores Árbitros: Łukasz Jankowski Joona Haaja Kristine Simanicova |  |

| 18 de diciembre de 2024 | LDLC ASVEL Féminin                                                                                      | 69–67                                 | Kibirkštis                                                                                   | Lyon |  |
| 20:00 (GMT+1)           | Parciales: 21–17, 16–20, 18–18, 14–12                                                                   | Parciales: 21–17, 16–20, 18–18, 14–12 | Parciales: 21–17, 16–20, 18–18, 14–12                                                        | |  |
|                         | Estadísticas Dominique Malonga (18) J. Wojta, D. Malonga (10) Francesca Pasa (4) Dominique Malonga (21) | Reporte Pts Reb Asts Val              | Estadísticas (20) Sydney Taylor (11) Giedrė Labuckienė (5) Justina Miknaite (16) Daugilė Ūsė | Pabellón: Gymnase Mado Bonnet Asistencia: 611 espectadores Árbitros: Roberto Lucas Martínez Sarty Nghixulifwa Raúl Zamorano Sánchez |  |

LDLC ASVEL Féminin gana la eliminatoria 154–152
BLMA vs. BC Neptunas-Amberton
| 12 de diciembre de 2024 | BLMA                                                                                       | 96–60                                 | BC Neptunas-Amberton                                                                                      | Lattes |  |
| 20:00 (GMT+1)           | Parciales: 32–14, 20–20, 19–16, 25–10                                                      | Parciales: 32–14, 20–20, 19–16, 25–10 | Parciales: 32–14, 20–20, 19–16, 25–10                                                                     | |  |
|                         | Estadísticas Garance Rabot (24) Nell Angloma (11) Hortense Limouzin (7) Garance Rabot (36) | Reporte Pts Reb Asts Val              | Estadísticas (18) Viktoriia Balaban (7) Eglė Šventoraitė (5) Marina Solopova (13) V. Balaban, M. Solopova | Pabellón: Palais des Sports de Lattes Asistencia: 1066 espectadores Árbitros: Bogna Podkowińska Rafiks Misirovs Karol Kowalski |  |

| 18 de diciembre de 2024 | BC Neptunas-Amberton                                                                             | 55–65                                | BLMA                                                                                              | Palanga |  |
| 18:00 (GMT+2)           | Parciales: 19–22, 9–19, 11–12, 16–12                                                             | Parciales: 19–22, 9–19, 11–12, 16–12 | Parciales: 19–22, 9–19, 11–12, 16–12                                                              | |  |
|                         | Estadísticas Eglė Šventoraitė (12) Rūta Stipra (8) Kate Vilka (4) R. Stipra, E. Šventoraitė (13) | Reporte Pts Reb Asts Val             | Estadísticas (12) Dulcy Fankam (10) Romane Bernies (5) Marie-Michelle Milapie (21) Romane Bernies | Pabellón: Palanga Arena Asistencia: 97 espectadores Árbitros: Alessandro Perciavalle Tomasz Wit Langowski Kirile Tvauri |  |

BLMA gana la eliminatoria 161–115
InvestInTheWest Enea Gorzow vs. Beşiktaş
| 11 de diciembre de 2024 | InvestInTheWest Enea Gorzow                                                                           | 64–80                                 | Beşiktaş                                                                                 | Gorzów Wielkopolski                                                                                                |  |
| 18:00 (GMT+1)           | Parciales: 15–13, 14–22, 18–18, 17–27                                                                 | Parciales: 15–13, 14–22, 18–18, 17–27 | Parciales: 15–13, 14–22, 18–18, 17–27                                                    | |  |
|                         | Estadísticas Klaudia Gertchen (15) Diamond Miller (10) E. Tsineke, E. Kośla (4) Klaudia Gertchen (16) | Reporte Pts Reb Asts Val              | Estadísticas (16) Tina Krajišnik (9) Temi Fagbenle (5) Tres jugadoras (22) Mihaela Lazić | Pabellón: Hala sportowa Asistencia: 1300 espectadores Árbitros: Jan Baloun Milita Stalaučinskaitė Martina Mekelová |  |

| 19 de diciembre de 2024 | Beşiktaş                                                                             | 80–71                                 | InvestInTheWest Enea Gorzow                                                                                    | Estambul |  |
| 20:00 (GMT+3)           | Parciales: 15–19, 23–19, 25–13, 17–20                                                | Parciales: 15–19, 23–19, 25–13, 17–20 | Parciales: 15–19, 23–19, 25–13, 17–20                                                                          | |  |
|                         | Estadísticas Tina Krajišnik (19) Tina Krajišnik (10) Dana Evans (5) Elif Bayram (29) | Reporte Pts Reb Asts Val              | Estadísticas (24) Shatori Walker-Kimbrough (13) Diamond Miller (6) Elena Tsineke (21) Shatori Walker-Kimbrough | Pabellón: BJK Akatlar Arena Asistencia: 300 espectadores Árbitros: Alija Ferevski Natasa Dragojević Mikheil Vartanov |  |

Beşiktaş gana la eliminatoria 160–135
BDS Dinamo Sassari vs. Hozono Global Jairis
| 11 de diciembre de 2024 | BDS Dinamo Sassari                                                                                  | 60–54                                | Hozono Global Jairis                                                                   | Sácer |  |
| 20:30 (GMT+1)           | Parciales: 16–17, 21–9, 13–11, 10–17                                                                | Parciales: 16–17, 21–9, 13–11, 10–17 | Parciales: 16–17, 21–9, 13–11, 10–17                                                   | |  |
|                         | Estadísticas Debora Carangelo (18) Ana-Marija Begić (12) Debora Carangelo (4) Ana-Marija Begić (18) | Reporte Pts Reb Asts Val             | Estadísticas (18) Morgan Bertsch (7) Chelsea Nelson (4) Aina Ayuso (13) Morgan Bertsch | Pabellón: PalaSerradimigni Asistencia: 300 espectadores Árbitros: Alfred Jovovic Ilias Karpanos Nikola Perlić |  |

| 18 de diciembre de 2024 | Hozono Global Jairis                                                               | 74–71                                | BDS Dinamo Sassari                                                                     | Alcantarilla |  |
| 20:30 (GMT+1)           | Parciales: 25–22, 23–21, 17–14, 9–14                                               | Parciales: 25–22, 23–21, 17–14, 9–14 | Parciales: 25–22, 23–21, 17–14, 9–14                                                   | |  |
|                         | Estadísticas Morgan Bertsch (22) Chelsea Nelson (9) Aina Ayuso (8) Aina Ayuso (25) | Reporte Pts Reb Asts Val             | Estadísticas (32) Sparkle Taylor (6) Umo Diallo (6) Sparkle Taylor (31) Sparkle Taylor | Pabellón: Pabellón Municipal Fausto Vicent Asistencia: 1230 espectadores Árbitros: Vladimir Zanev Tom Dehondt Kyriacos Christou |  |

BDS Dinamo Sassari gana la eliminatoria 131–128
Charnay Basket vs. IDK Euskotren
| 11 de diciembre de 2024 | Charnay Basket                                                                                          | 68–68                                 | IDK Euskotren                                                                               | Prissé |  |
| 20:00 (GMT+1)           | Parciales: 16–18, 18–21, 16–10, 18–19                                                                   | Parciales: 16–18, 18–21, 16–10, 18–19 | Parciales: 16–18, 18–21, 16–10, 18–19                                                       | |  |
|                         | Estadísticas Shakayla Thomas (23) Shakayla Thomas (9) Monique Akoa Makani (10) Monique Akoa Makani (32) | Reporte Pts Reb Asts Val              | Estadísticas (15) Alba Prieto (7) L. Halvarsson, L. Pendande (6) Rosó Buch (18) Alba Prieto | Pabellón: Salle des Sports Asistencia: 900 espectadores Árbitros: Emma Perry Gavin Williams Anna Belousova |  |

| 18 de diciembre de 2024 | IDK Euskotren                                                                                          | 73–66                                | Charnay Basket | San Sebastián |  |
| 20:00 (GMT+1)           | Parciales: 13–15, 18–8, 16–23, 26–20                                                                   | Parciales: 13–15, 18–8, 16–23, 26–20 | Parciales: 13–15, 18–8, 16–23, 26–20                                                                                | |  |
|                         | Estadísticas Delicia Washington (23) Delicia Washington (10) Lara González (6) Delicia Washington (26) | Reporte Pts Reb Asts Val             | Estadísticas (21) Monique Akoa Makani (9) P. Strautmane, S. Thomas (8) Monique Akoa Makani (24) Monique Akoa Makani | Pabellón: Polideportivo Municipal José Antonio Gasca Asistencia: 500 espectadores Árbitros: Martin van Hoye Diogo Martins Skirmantas Letukas |  |

IDK Euskotren gana la eliminatoria 141–134
UFAB 49 vs. MB Zagłębie Sosnowiec
| 11 de diciembre de 2024 | UFAB 49                                                                       | 86–60                                 | MB Zagłębie Sosnowiec                                                                                 | Angers |  |
| 20:00 (GMT+1)           | Parciales: 19–18, 24–18, 21–10, 22–14                                         | Parciales: 19–18, 24–18, 21–10, 22–14 | Parciales: 19–18, 24–18, 21–10, 22–14                                                                 | |  |
|                         | Estadísticas Marine Dursus (20) Anna Ngo Ndjock (7) A. Ndjock, M. Dursus (24) | Reporte Pts Reb Asts Val              | Estadísticas (23) Kamila Borkowska (15) Kamila Borkowska (10) Gabby Nikitinaité (37) Kamila Borkowska | Pabellón: Salle Jean Bouin Asistencia: 600 espectadores Árbitros: Alfonso Olivares Iglesias Sandra Sánchez González Tiago Roxo Perdigão |  |

| 19 de diciembre de 2024 | MB Zagłębie Sosnowiec                                                                                | 88–90                                 | UFAB 49                                                                                              | Sosnowiec |  |
| 18:00 (GMT+1)           | Parciales: 20–13, 26–22, 21–19, 21–36                                                                | Parciales: 20–13, 26–22, 21–19, 21–36 | Parciales: 20–13, 26–22, 21–19, 21–36                                                                | |  |
|                         | Estadísticas Kamila Borkowska (29) Kamila Borkowska (18) Gabby Nikitinaité (7) Kamila Borkowska (46) | Reporte Pts Reb Asts Val              | Estadísticas (17) A. Merceron, M. Dursus (9) Quinn Dornstauder (7) Laura Méndez (22) Axelle Merceron | Pabellón: ArcelorMittal Park Asistencia: 250 espectadores Árbitros: Rainis Värv Janis Rozenbergs Gabrielius Simonavičius |  |

UFAB49 gana la eliminatoria 176–148
Rutronik Stars Keltern vs. Tarbes GB
| 11 de diciembre de 2024 | Rutronik Stars Keltern                                                                               | 60–45                                | Tarbes GB                                                                                       | Keltern |  |
| 18:30 (GMT+1)           | Parciales: 13–10, 11–15, 20–11, 16–9                                                                 | Parciales: 13–10, 11–15, 20–11, 16–9 | Parciales: 13–10, 11–15, 20–11, 16–9                                                            | |  |
|                         | Estadísticas Nevena Rosic (17) Mina Đorđević (14) M. Gilles, K. Konstantinova (3) Mina Đorđević (25) | Reporte Pts Reb Asts Val             | Estadísticas (14) Murjanatu Musa (9) Murjanatu Musa (3) C. Droguet, N. Fora (19) Murjanatu Musa | Pabellón: Speiterlinghalle Asistencia: 200 espectadores Árbitros: Petr Hrusa Chess van Looy Mateusz Skorek |  |

| 18 de diciembre de 2024 | Tarbes GB                                                                                  | 50–71                                 | Rutronik Stars Keltern                                                                                   | Tarbes |  |
| 18:30 (GMT+1)           | Parciales: 14–17, 15–14, 10–16, 11–24                                                      | Parciales: 14–17, 15–14, 10–16, 11–24 | Parciales: 14–17, 15–14, 10–16, 11–24                                                                    | |  |
|                         | Estadísticas A. Sivka, N. Fora (10) Murjanatu Musa (15) Ajša Sivka (4) Murjanatu Musa (18) | Reporte Pts Reb Asts Val              | Estadísticas (17) Mina Đorđević (7) M. Gilles, A. Kiss-Rusk (10) Karina Konstantinova (22) Mina Đorđević | Pabellón: Palais des Sports Asistencia: 680 espectadores Árbitros: Balász Mészáros Giacomo Dori Einārs Tukišs |  |

Rutronik Stars Keltern gana la eliminatoria 131–95
Crvena zvezda vs. Galatasaray Cagdas Faktoring
| 11 de diciembre de 2024 | Crvena zvezda                                                                                            | 72–95                                 | Galatasaray Cagdas Faktoring                                                                          | Belgrado                                                                                                  |  |
| 17:00 (GMT+1)           | Parciales: 21–29, 10–25, 21–20, 20–21                                                                    | Parciales: 21–29, 10–25, 21–20, 20–21 | Parciales: 21–29, 10–25, 21–20, 20–21                                                                 | |  |
|                         | Estadísticas Aleksandra Katanić (19) Emily Potter (5) I. Katanić, A. Katanić (4) Aleksandra Katanić (23) | Reporte Pts Reb Asts Val              | Estadísticas (23) Julie Vanloo (7) A. Šteinberga, Q. Hollingsworth (9) Julie Vanloo (28) Julie Vanloo | Pabellón: FMP Hall Železnik Asistencia: 100 espectadores Árbitros: Ciprian Stoica Peter Ženiš Viktor Nagy |  |

| 18 de diciembre de 2024 | Galatasaray Cagdas Faktoring                                            | 82–75                                 | Crvena zvezda                                                                                  | Estambul |  |
| 20:00 (GMT+3)           | Parciales: 23–16, 22–21, 17–27, 20–11                                   | Parciales: 23–16, 22–21, 17–27, 20–11 | Parciales: 23–16, 22–21, 17–27, 20–11                                                          | |  |
|                         | Estadísticas Yueru Li (24) Yueru Li (11) Julie Vanloo (9) Yueru Li (28) | Reporte Pts Reb Asts Val              | Estadísticas (20) Anđelina Radić (8) Emily Potter (7) Aleksandra Katanić (22) Madison Williams | Pabellón: Sinan Erdem Dome Asistencia: 2150 espectadores Árbitros: Ritvars Helmsteins Alin Faur Emmouil Tsolakos |  |

Galatasary Cagdas Faktoring gana la eliminatoria 177–147
La Molisana Campobasso vs. Spar Girona
| 11 de diciembre de 2024 | La Molisana Campobasso                                                                                            | 73–75                                 | Spar Girona                                                                      | Campobasso                                                                                            |  |
| 20:30 (GMT+1)           | Parciales: 14–18, 18–13, 27–19, 14–25                                                                             | Parciales: 14–18, 18–13, 27–19, 14–25 | Parciales: 14–18, 18–13, 27–19, 14–25                                            | |  |
|                         | Estadísticas Sara Scalia (20) Pallas Kunaiyi-Akpanah (9) S. Trimboli, Q. Morrison (5) Pallas Kunaiyi-Akpanah (16) | Reporte Pts Reb Asts Val              | Estadísticas (22) Chloe Bibby (7) Chloe Bibby (7) Marta Canella (25) Chloe Bibby | Pabellón: Molisana Arena Asistencia: 550 espectadores Árbitros: Polat Parlak Roko Hordov Domen Krajnc |  |

| 19 de diciembre de 2024 | Spar Girona                                                                                   | 82–71                                 | La Molisana Campobasso                                                                        | Gerona |  |
| 20:30 (GMT+1)           | Parciales: 19–15, 30–17, 20–19, 13–20                                                         | Parciales: 19–15, 30–17, 20–19, 13–20 | Parciales: 19–15, 30–17, 20–19, 13–20                                                         | |  |
|                         | Estadísticas Vionise Pierre-Louis (18) Chloe Bibby (6) Sandra Ygueravide (8) Chloe Bibby (21) | Reporte Pts Reb Asts Val              | Estadísticas (18) Que Morrison (10) Pallas Kunaiyi-Akpanah (4) Que Morrison (23) Que Morrison | Pabellón: Pabellón Gerona-Fontajau Asistencia: 2543 espectadores Árbitros: Alexandre MAret Josh Bowe Jules Gaduel |  |

Spar Girona gana la eliminatoria 157–144
GEAS Basket vs. Sopron Basket
| 12 de diciembre de 2024 | GEAS Basket                                                                                    | 66–79                                 | Sopron Basket                                                                                               | Castellanza                                                                                           |  |
| 20:30 (GMT+1)           | Parciales: 19–16, 16–21, 11–26, 20–16                                                          | Parciales: 19–16, 16–21, 11–26, 20–16 | Parciales: 19–16, 16–21, 11–26, 20–16                                                                       | |  |
|                         | Estadísticas Jazmon Gwathmey (17) Jazmon Gwathmey (8) G. Conti, A. Makurat (5) Gina Conti (23) | Reporte Pts Reb Asts Val              | Estadísticas (25) Zala Friškovec (9) J. Monroe, T. Krivačević (6) Z. Friškovec, S. Reid (30) Zala Friškovec | Pabellón: PalaBorsani Asistencia: 150 espectadores Árbitros: Duhan Köyiçi Diana Lapanović Teo Miletić |  |

| 19 de diciembre de 2024 | Sopron Basket                                                                              | 64–45                                | GEAS Basket                                                                      | Sopron                                                                                              |  |
| 18:30 (GMT+1)           | Parciales: 16–13, 12–14, 19–7, 17–11                                                       | Parciales: 16–13, 12–14, 19–7, 17–11 | Parciales: 16–13, 12–14, 19–7, 17–11                                             | |  |
|                         | Estadísticas Zala Friškovec (14) Jacinta Monroe (6) Stephanie Reid (5) Jacinta Monroe (18) | Reporte Pts Reb Asts Val             | Estadísticas (13) Tinara Moore (9) Tinara Moore (3) Gina Conti (14) Tinara Moore | Pabellón: Aréna Sopron Asistencia: 700 espectadores Árbitros: Petr Hrusa Maria Ignatiou Roko Hordov |  |

Sopron Basket gana la eliminatoria 143–111
Movistar Estudiantes vs. VBW Arka Gdynia
| 11 de diciembre de 2024 | Movistar Estudiantes                                                                               | 82–77                                 | VBW Arka Gdynia                                                                               | Madrid |  |
| 20:00 (GMT+1)           | Parciales: 22–20, 22–15, 20–18, 18–24                                                              | Parciales: 22–20, 22–15, 20–18, 18–24 | Parciales: 22–20, 22–15, 20–18, 18–24                                                         | |  |
|                         | Estadísticas Ángela Salvadores (21) Frieda Bühner (9) Ángela Salvadores (8) Ángela Salvadores (22) | Reporte Pts Reb Asts Val              | Estadísticas (29) Ruthy Hebard (11) Stephanie Jones (10) Barbora Wrzesiński (36) Ruthy Hebard | Pabellón: Polideportivo Antonio Magariños Asistencia: 353 espectadores Árbitros: Valerio Grigioni Martin van Hoye James Kerry Dominique |  |

| 18 de diciembre de 2024 | VBW Arka Gdynia                                                                                        | 59–59                                | Movistar Estudiantes                                                                        | Gdynia |  |
| 19:15 (GMT+1)           | Parciales: 15–4, 15–23, 13–20, 16–12                                                                   | Parciales: 15–4, 15–23, 13–20, 16–12 | Parciales: 15–4, 15–23, 13–20, 16–12                                                        | |  |
|                         | Estadísticas Stephanie Jones (21) R. Hebard, S. Jones (10) Barbora Wrzesiński (5) Stephanie Jones (28) | Reporte Pts Reb Asts Val             | Estadísticas (19) Frieda Bühner (10) Frieda Bühner (7) Ángela Salvadores (20) Frieda Bühner | Pabellón: Polsat Plus Arena Asistencia: 400 espectadores Árbitros: Alakbar Hasanov Veronika Vávrová Denys Povorozniuk |  |

Movistar Estudiantes gana la eliminatoria 141–136
Baxi Ferrol vs. Castors Braine
| 12 de diciembre de 2024 | Baxi Ferrol                                                                                     | 83–58                                 | Castors Braine                                                                                   | Ferrol |  |
| 20:00 (GMT+1)           | Parciales: 27–17, 20–12, 14–15, 22–14                                                           | Parciales: 27–17, 20–12, 14–15, 22–14 | Parciales: 27–17, 20–12, 14–15, 22–14                                                            | |  |
|                         | Estadísticas Àngela Mataix (16) J. Pospíšilová, C. Melia (7) Claire Melia (6) Claire Melia (17) | Reporte Pts Reb Asts Val              | Estadísticas (13) Q. Miller, J. Redmond (8) Quay Miller (6) Juliunn Redmond (16) Juliunn Redmond | Pabellón: Pavillón Municipal A Malata Asistencia: 1200 espectadores Árbitros: Alexandre Maret Luís Daniel Mascarenhas de Oliveira Sara Månsson |  |

| 19 de diciembre de 2024 | Castors Braine                                                                                  | 75–97                                 | Baxi Ferrol                                                                                | Braine-l'Alleud                                                                                               |  |
| 20:00 (GMT+1)           | Parciales: 10–25, 28–30, 24–17, 13–25                                                           | Parciales: 10–25, 28–30, 24–17, 13–25 | Parciales: 10–25, 28–30, 24–17, 13–25                                                      | |  |
|                         | Estadísticas Márcia da Costa (17) Tereza Vitulová (11) Juliunn Redmond (6) Tereza Vitulová (24) | Reporte Pts Reb Asts Val              | Estadísticas (21) Julie Pospíšilová (7) Noa Morro (7) Blanca Millán (26) Julie Pospíšilová | Pabellón: Stade Gaston Reiff Asistencia: 250 espectadores Árbitros: Tijmen Last Armin Mutapčić David Tomasson |  |

Baxi Ferrol gana la eliminatoria 180–133

### Octavos de final
| Equipo 1                     | Agr.    | Equipo 2              | Ida   | Vuelta      |
| ---------------------------- | ------- | --------------------- | ----- | ----------- |
| Baxi Ferrol                  | 138–133 | DVTK HUN-Therm        | 78–73 | 60–60       |
| Movistar Estudiantes         | 165–173 | ESB Villeneuve-d'Ascq | 75–65 | 90–108 (TE) |
| Sopron Basket                | 169–145 | Uni Györ              | 89–83 | 80–62       |
| NKA Universitas PEAC         | 150–161 | Spar Girona           | 85–73 | 65–88       |
| Galatasaray Cagdas Faktoring | 133–159 | LDLC ASVEL Féminin    | 77–72 | 56–87       |
| Rutronik Stars Keltern       | 107–119 | BLMA                  | 62–56 | 45–63       |
| UFAB 49                      | 128–130 | Beşiktaş              | 52–64 | 76–66       |
| BDS Dinamo Sassari           | 143–121 | IDK Euskotren         | 60–50 | 83–71       |

Baxi Ferrol vs. DVTK HUN-Therm
| 9 de enero de 2025 | Baxi Ferrol                                                                                   | 78–73                                 | DVTK HUN-Therm                                                                                                  | Ferrol |  |
| 20:00              | Parciales: 24–11, 11–29, 23–16, 20–17                                                         | Parciales: 24–11, 11–29, 23–16, 20–17 | Parciales: 24–11, 11–29, 23–16, 20–17                                                                           | |  |
|                    | Estadísticas Àngela Mataix (32) G. Mestres, A. Mataix (6) Gala Mestres (5) Àngela Mataix (38) | Reporte Pts Reb Asts Val              | Estadísticas (18) Kaila Charles (7) K. Charles, M. Grigalauskytė (7) Milica Jovanović (17) Monika Grigalauskytė | Pabellón: Pavillón Municipal A Malata Asistencia: 1564 espectadores Árbitros: Ali Sakaci Emma Perry Ilias Karpanos |  |

| 16 de enero de 2025 | DVTK HUN-Therm                                                                          | 60–60                                | Baxi Ferrol | Miskolc                                                                                                  |  |
| 18:00               | Parciales: 11–10, 16–6, 20–13, 13–31                                                    | Parciales: 11–10, 16–6, 20–13, 13–31 | Parciales: 11–10, 16–6, 20–13, 13–31                                                                           | |  |
|                     | Estadísticas Ana Tadić (19) Kaila Charles (9) R. Lelik, M. Jovanović (6) Ana Tadić (20) | Reporte Pts Reb Asts Val             | Estadísticas (16) G. Mestres, A. Mataix (8) J. Pospíšilová, A. Mataix (5) Julie Pospíšilová (19) Àngela Mataix | Pabellón: DVTK Arena Asistencia: 2400 espectadores Árbitros: Polat Parlak Martina Mekelová Haris Bijedić |  |

Baxi Ferrol gana la eliminatoria 138–133
Movistar Estudiantes vs. ESB Villeneuve-d'Ascq
| 8 de enero de 2025 | Movistar Estudiantes                                                                                    | 75–65                                 | ESB Villeneuve-d'Ascq                                                                      | Madrid |  |
| 20:00              | Parciales: 24–19, 20–15, 17–18, 14–13                                                                   | Parciales: 24–19, 20–15, 17–18, 14–13 | Parciales: 24–19, 20–15, 17–18, 14–13                                                      | |  |
|                    | Estadísticas Ángela Salvadores (15) Frieda Bühner (6) A. Salvadores, M. Whittle (4) Marena Whittle (18) | Reporte Pts Reb Asts Val              | Estadísticas (12) Marie-Paule Foppossi (8) Aminata Gueye (4) Carla Leite (12) Haley Peters | Pabellón: Polideportivo Antonio Magariños Asistencia: 691 espectadores Árbitros: Gellert Kapitány Andrea Bongiorni Diogo Martins |  |

| 15 de enero de 2025 | ESB Villeneuve-d'Ascq                                                                      | 3TE 108–90                                                     | Movistar Estudiantes                                                                           | Villeneuve-d'Ascq                                                                                                 |  |
| 20:00               | Parciales: 24–20, 21–15, 16–14, 13–15 (T.E.: 9–9, 10–10, 15–7)                             | Parciales: 24–20, 21–15, 16–14, 13–15 (T.E.: 9–9, 10–10, 15–7) | Parciales: 24–20, 21–15, 16–14, 13–15 (T.E.: 9–9, 10–10, 15–7)                                 | |  |
|                     | Estadísticas Carla Leite (28) Aminata Gueye (14) Marie-Ève Paget (6) Shavonte Zellous (27) | Reporte Pts Reb Asts Val                                       | Estadísticas (24) Ángela Salvadores (12) Marena Whittle (9) Juana Camilión (25) Marena Whittle | Pabellón: Le Palacium Asistencia: 2050 espectadores Árbitros: Radomir Vojinović Karolina Andersson Armin Mutapcic |  |

ESB Villeneuve-d'Ascq gana la eliminatoria 173–165
Sopron Basket vs. Uni Győr
| 9 de enero de 2025 | Uni Györ                                                                              | 83–89                                 | Sopron Basket                                                                                          | Győr |  |
| 18:00              | Parciales: 22–23, 18–23, 20–26, 23–17                                                 | Parciales: 22–23, 18–23, 20–26, 23–17 | Parciales: 22–23, 18–23, 20–26, 23–17                                                                  | |  |
|                    | Estadísticas V. Kiss, D. Dubei (15) Virág Kiss (8) Dóra Ruff-Nagy (5) Virág Kiss (20) | Reporte Pts Reb Asts Val              | Estadísticas (20) Jacinta Monroe (6) J. Monroe, J. Brooks (7) Pinelopi Pavlopoulou (24) Jacinta Monroe | Pabellón: University Hall of Györ Asistencia: 500 espectadores Árbitros: Jan Baloun Sandra Sánchez González Peter Zenis |  |

| 15 de enero de 2025 | Sopron Basket                                                                                    | 80–62                                 | Uni Györ                                                                              | Sopron |  |
| 18:30               | Parciales: 19–14, 23–15, 17–15, 21–18                                                            | Parciales: 19–14, 23–15, 17–15, 21–18 | Parciales: 19–14, 23–15, 17–15, 21–18                                                 | |  |
|                     | Estadísticas Tijana Krivačević (20) Jacinta Monroe (8) Stephanie Reid (5) Tijana Krivačević (24) | Reporte Pts Reb Asts Val              | Estadísticas (12) Réka Dombai (8) Réka Dombai (4) V. Kiss, R. Dombai (20) Réka Dombai | Pabellón: Aréna Sopron Asistencia: 800 espectadores Árbitros: Mehmet Şahin Goran Grbić Aleksandar Radonjić |  |

Sopron Basket gana la eliminatoria 169–145
NKA Universitas PEAC vs. Spar Girona
| 9 de enero de 2025 | NKA Universitas PEAC                                                                                       | 85–73                                 | Spar Girona                                                                                           | Pécs |  |
| 18:00              | Parciales: 21–14, 22–28, 18–16, 24–15                                                                      | Parciales: 21–14, 22–28, 18–16, 24–15 | Parciales: 21–14, 22–28, 18–16, 24–15                                                                 | |  |
|                    | Estadísticas Julia Reisingerova (24) Julia Reisingerova (6) Julia Reisingerova (4) Julia Reisingerova (27) | Reporte Pts Reb Asts Val              | Estadísticas (22) Borislava Hristova (8) Marta Canella (5) Borislava Hristova (25) Borislava Hristova | Pabellón: Lauber Dezső Sports Hall Asistencia: 700 espectadores Árbitros: Stylianos Simeonidis Milita Stalaucinskaite Stefan Zdravkovic |  |

| 16 de enero de 2025 | Spar Girona                                                                                  | 88–65                                 | NKA Universitas PEAC                                                                                | Gerona |  |
| 19:30               | Parciales: 20–13, 22–15, 25–19, 21–18                                                        | Parciales: 20–13, 22–15, 25–19, 21–18 | Parciales: 20–13, 22–15, 25–19, 21–18                                                               | |  |
|                     | Estadísticas Klara Lundquist (21) Marta Canella (9) Klara Lundquist (5) Klara Lundquist (29) | Reporte Pts Reb Asts Val              | Estadísticas (16) Julia Reisingerova (8) O. Tóth, J. Reisingerova (5) Ágnes Studer (16) Agnes Török | Pabellón: Pabellón Fontajau Asistencia: 3122 espectadores Árbitros: Branimir Galić Paul Unsworth Tiago Roxo Perdigão |  |

Spar Girona gana la eliminatoria 161–150
Galatasaray Cagdas Faktoring vs. LDLC ASVEL Féminin
| 9 de enero de 2025 | Galatasaray Cagdas Faktoring                                                             | 77–72                                 | LDLC ASVEL Féminin                                                                               | Estambul |  |
| 20:00              | Parciales: 18–25, 16–14, 18–21, 25–12                                                    | Parciales: 18–25, 16–14, 18–21, 25–12 | Parciales: 18–25, 16–14, 18–21, 25–12                                                            | |  |
|                    | Estadísticas Brianna Fraser (16) Brianna Fraser (8) Julie Vanloo (9) Brianna Fraser (19) | Reporte Pts Reb Asts Val              | Estadísticas (23) Dayshanette Harris (7) Laura Quevedo (4) Laura Quevedo (23) Dayshanette Harris | Pabellón: Sinan Erdem Spor Salonu Asistencia: 500 espectadores Árbitros: Nemanja Ninkovic Suzana Vujicic Alessandro Perciavalle |  |

| 15 de enero de 2025 | LDLC ASVEL Féminin                                                                                                 | 87–56                                | Galatasaray Cagdas Faktoring                                                              | Lyon |  |
| 20:00               | Parciales: 18–13, 14–18, 20–9, 35–16                                                                               | Parciales: 18–13, 14–18, 20–9, 35–16 | Parciales: 18–13, 14–18, 20–9, 35–16                                                      | |  |
|                     | Estadísticas J. Jocytė, D. Malonga (18) L. Quevedo, D. Malonga (14) D. Harris, F. Pasa (5) Dayshanette Harris (24) | Reporte Pts Reb Asts Val             | Estadísticas (15) Anete Šteinberga (5) Yueru Li (5) Julie Vanloo (11) Cecilia Zandalasini | Pabellón: Palais des Sports de Gerland Asistencia: 750 espectadores Árbitros: Ciprian Stoica David Tomasson Henri Hilke |  |

LDLC ASVEL Féminin gana la eliminatoria 159–133
Rutronik Stars Keltern vs. BLMA
| 9 de enero de 2025 | Rutronik Stars Keltern                                                                          | 62–56                                | BLMA                                                                                         | Keltern |  |
| 18:30              | Parciales: 12–14, 16–21, 15–12, 19–9                                                            | Parciales: 12–14, 16–21, 15–12, 19–9 | Parciales: 12–14, 16–21, 15–12, 19–9                                                         | |  |
|                    | Estadísticas Quinesha Lockett (20) Johanna Muzet (5) Quinesha Lockett (5) Quinesha Lockett (24) | Reporte Pts Reb Asts Val             | Estadísticas (12) Élodie Naigre (6) Cuatro jugadoras (2) Cuatro jugadoras (15) Élodie Naigre | Pabellón: Speiterlinghalle Asistencia: 300 espectadores Árbitros: Gintaras Vitkauskas Anna Belousova Michail Papaoiannou |  |

| 16 de enero de 2025 | BLMA                                                                                      | 63–45                                 | Rutronik Stars Keltern                                                                     | Lattes |  |
| 20:00               | Parciales: 19–10, 11–11, 22–11, 11–13                                                     | Parciales: 19–10, 11–11, 22–11, 11–13 | Parciales: 19–10, 11–11, 22–11, 11–13                                                      | |  |
|                     | Estadísticas Nell Angloma (17) J. Bailey, D. Fankam (10) Ana Suárez (6) Dulcy Fankam (16) | Reporte Pts Reb Asts Val              | Estadísticas (9) Mina Đorđević (6) Angelina Turmel (1) Nueve jugadoras (9) Angelina Turmel | Pabellón: Palais des Sports Asistencia: 1066 espectadores Árbitros: Nikola Bejat Sara Månsson Chess van Looy |  |

BLMA gana la eliminatoria 119–107
UFAB 49 vs. Beşiktaş
| 9 de enero de 2025 | UFAB 49                                                                                            | 52–64                               | Beşiktaş                                                                             | Angers |  |
| 20:00              | Parciales: 17–9, 13–21, 8–12, 14–22                                                                | Parciales: 17–9, 13–21, 8–12, 14–22 | Parciales: 17–9, 13–21, 8–12, 14–22                                                  | |  |
|                    | Estadísticas Ameryst Alston (22) J. Adams, E. Tahane (7) L. Méndez, J. Adams (3) Laura Méndez (10) | Reporte Pts Reb Asts Val            | Estadísticas (22) Temi Fagbenle (11) Temi Fagbenle (5) Dana Evans (25) Temi Fagbenle | Pabellón: Salle Jean Bouin Asistencia: 1300 espectadores Árbitros: Valerio Grigioni Roberto Lucas Martínez Josh Bowe |  |

| 16 de enero de 2025 | Beşiktaş                                                                      | 66–76                                 | UFAB 49                                                                                 | Estambul |  |
| 20:00               | Parciales: 20–24, 15–19, 12–10, 19–23                                         | Parciales: 20–24, 15–19, 12–10, 19–23 | Parciales: 20–24, 15–19, 12–10, 19–23                                                   | |  |
|                     | Estadísticas Dana Evans (17) Elif Bayram (10) Dana Evans (6) Elif Bayram (15) | Reporte Pts Reb Asts Val              | Estadísticas (16) Anna Ngo Ndjock (8) Joy Adams (6) Ameryst Alston (18) Anna Ngo Ndjock | Pabellón: BJK Akatlar Arena Asistencia: 600 espectadores Árbitros: Zoran Mitrovski Zdravko Rutesic Marina Shalamberidze |  |

Beşiktaş gana la eliminatoria 130–128
BDS Dinamo Sassari vs. IDK Euskotren
| 8 de enero de 2025 | BDS Dinamo Sassari                                                                                       | 60–50                                | IDK Euskotren                                                                                | Sácer                                                                           |  |
| 20:30              | Parciales: 21–16, 13–17, 15–13, 11–4                                                                     | Parciales: 21–16, 13–17, 15–13, 11–4 | Parciales: 21–16, 13–17, 15–13, 11–4                                                         |                                                                                 |  |
|                    | Estadísticas Debora Carangelo (19) S. Gonzales, S. Taylor (7) Debora Carangelo (5) Debora Carangelo (25) | Reporte Pts Reb Asts Val             | Estadísticas (12) Lola Pendande (5) Niyah Becker (3) A. Prieto, L. González (9) Becky Massey | Pabellón: Palaserradimigni Árbitros: Duhan Köyici Diana Lapanović Nikola Perlic |  |

| 15 de enero de 2025 | IDK Euskotren                                                                             | 71–83                                 | BDS Dinamo Sassari                                                                           | San Sebastián |  |
| 20:00               | Parciales: 17–20, 21–29, 13–13, 20–21                                                     | Parciales: 17–20, 21–29, 13–13, 20–21 | Parciales: 17–20, 21–29, 13–13, 20–21                                                        | |  |
|                     | Estadísticas Rosó Buch (13) Lola Pendande (8) R. Buch, L. González (4) Lola Pendande (15) | Reporte Pts Reb Asts Val              | Estadísticas (27) Sparkle Taylor (10) Sara Toffolo (10) Debora Carangelo (25) Sparkle Taylor | Pabellón: Polideportivo Municipal José Antonio Gasca Asistencia: 400 espectadores Árbitros: Petr Hrůša Bogna Podkowinska Gavin Williams |  |

BDS Dinamo Sassari gana la eliminatoria 143–121

### Cuartos de final
| Equipo 1           | Agr.    | Equipo 2              | Ida   | Vuelta |
| ------------------ | ------- | --------------------- | ----- | ------ |
| BDS Dinamo Sassari | 146–184 | Baxi Ferrol           | 76–95 | 70–89  |
| Beşiktaş           | 153–172 | ESB Villeneuve-d'Ascq | 72–91 | 81–81  |
| BLMA               | 123–138 | Sopron Basket         | 54–81 | 69–57  |
| LDLC ASVEL Féminin | 144–128 | Spar Girona           | 72–77 | 72–51  |

BDS Dinamo Sassari vs. Baxi Ferrol
| 20 de febrero de 2025 | BDS Dinamo Sassari                                                                                       | 76–95                                 | Baxi Ferrol                                                                  | Sácer |  |
| 20:30                 | Parciales: 16–14, 22–20, 19–23, 19–38                                                                    | Parciales: 16–14, 22–20, 19–23, 19–38 | Parciales: 16–14, 22–20, 19–23, 19–38                                        | |  |
|                       | Estadísticas Shaylee Gonzales (22) D. Carangelo, S. Toffolo (6) Sparkle Taylor (6) Shaylee Gonzales (19) | Reporte Pts Reb Asts Val              | Estadísticas (22) Noa Morro (8) Gala Mestres (6) Moira Joiner (29) Noa Morro | Pabellón: Palaserradimigni Asistencia: 619 espectadores Árbitros: Özlem Yalman Ivana Ivanovic Natasa Dragojevic |  |

| 27 de febrero de 2025 | Baxi Ferrol                                                                           | 89–70                                 | BDS Dinamo Sassari                                                                               | Ferrol |  |
| 20:00                 | Parciales: 22–23, 14–24, 28–12, 25–11                                                 | Parciales: 22–23, 14–24, 28–12, 25–11 | Parciales: 22–23, 14–24, 28–12, 25–11                                                            | |  |
|                       | Estadísticas Àngela Mataix (19) Claire Melia (8) Àngela Mataix (8) Àngela Mataix (26) | Reporte Pts Reb Asts Val              | Estadísticas (26) Sparkle Taylor (6) Shaylee Gonzales (7) Debora Carangelo (19) Shaylee Gonzales | Pabellón: Pavillón Municipal A Malata Asistencia: 3598 espectadores Árbitros: Çisil Güngör Nikola Bejat Ventsislav Velikov |  |

Baxi Ferrol gana la eliminatoria 184–146 
Beşiktaş vs. ESB Villeneuve-d'Ascq
| 20 de febrero de 2025 | Beşiktaş                                                                                                | 72–91                                 | ESB Villeneuve-d'Ascq                                                             | Estambul |  |
| 20:00                 | Parciales: 19–23, 14–23, 19–29, 20–16                                                                   | Parciales: 19–23, 14–23, 19–29, 20–16 | Parciales: 19–23, 14–23, 19–29, 20–16                                             | |  |
|                       | Estadísticas Holly Winterburn (20) Elif Bayram (12) A. Peterson, T. Krajišnik (5) Holly Winterburn (24) | Reporte Pts Reb Asts Val              | Estadísticas (28) Carla Leite (11) Aminata Gueye (8) Carla Leite (34) Carla Leite | Pabellón: BJK Akatlar Arena Asistencia: 300 espectadores Árbitros: Jelena Tomic Peter Zenis Nikolaos Tziopanos |  |

| 27 de febrero de 2025 | ESB Villeneuve-d'Ascq                                                                                        | 81–81                                | Beşiktaş                                                                                       | Villeneuve-d'Ascq                                                                                                  |  |
| 20:00                 | Parciales: 18–30, 27–21, 19–22, 17–8                                                                         | Parciales: 18–30, 27–21, 19–22, 17–8 | Parciales: 18–30, 27–21, 19–22, 17–8                                                           | |  |
|                       | Estadísticas Shavonte Zellous (19) S. Zellous, A. Gueye (6) S. Zellous, C. Hériaud (4) Shavonte Zellous (25) | Reporte Pts Reb Asts Val             | Estadísticas (25) Alexis Peterson (12) Tina Krajišnik (8) Alexis Peterson (28) Alexis Peterson | Pabellón: Palacium Asistencia: 2200 espectadores Árbitros: Ariadna Chueca Veronika Obertová Alessandro Perciavalle |  |

ESB Villeneuve-d'Ascq gana la eliminatoria 172–153 
BLMA vs. Sopron Basket
| 19 de febrero de 2025 | Sopron Basket                                                                                  | 81–54                                | BLMA                                                                                               | Sopron |  |
| 18:30                 | Parciales: 18–13, 27–16, 15–9, 21–16                                                           | Parciales: 18–13, 27–16, 15–9, 21–16 | Parciales: 18–13, 27–16, 15–9, 21–16                                                               | |  |
|                       | Estadísticas Zala Friškovec (19) Jelena Brooks (9) Stephanie Reid (12) S. Reid, J. Brooks (18) | Reporte Pts Reb Asts Val             | Estadísticas (18) Jasmine Bailey (9) Jasmine Bailey (3) R. Bernies, M. Milapie (17) Jasmine Bailey | Pabellón: Aréna Sopron Asistencia: 900 espectadores Árbitros: Nemanja Ninkovic Esperanza Mendoza Zoran Mitrovski |  |

| 27 de febrero de 2025 | BLMA                                                                                            | 69–57                                | Sopron Basket                                                                                      | Lattes |  |
| 20:00                 | Parciales: 14–11, 9–21, 19–13, 27–12                                                            | Parciales: 14–11, 9–21, 19–13, 27–12 | Parciales: 14–11, 9–21, 19–13, 27–12                                                               | |  |
|                       | Estadísticas Hortense Limouzin (15) Jasmine Bailey (10) Romane Bernies (10) Jasmine Bailey (20) | Reporte Pts Reb Asts Val             | Estadísticas (18) Jacinta Monroe (10) J. Monroe, J. Brooks (10) Stephanie Reid (20) Jacinta Monroe | Pabellón: Palais des sports Lattes Asistencia: 1208 espectadores Árbitros: Lukasz Zapolski Zdravko Rutesic Rainis Värv |  |

Sopron Basket gana la eliminatoria 138–123 
LDLC ASVEL Féminin vs. Spar Girona
| 19 de febrero de 2025 | Spar Girona                                                                              | 77–72                                 | LDLC ASVEL Féminin                                                                                  | Gerona |  |
| 20:05                 | Parciales: 20–14, 25–16, 15–27, 17–15                                                    | Parciales: 20–14, 25–16, 15–27, 17–15 | Parciales: 20–14, 25–16, 15–27, 17–15                                                               | |  |
|                       | Estadísticas Natasha Mack (21) Natasha Mack (13) Sandra Ygueravide (8) Natasha Mack (32) | Reporte Pts Reb Asts Val              | Estadísticas (23) Dominique Malonga (10) Dominique Malonga (4) Laura Quevedo (26) Dominique Malonga | Pabellón: Pabellón municipal Gerona-Fontajau Asistencia: 3184 espectadores Árbitros: Gintaras Vitkauskas Çisil Güngör Viktor Nagy |  |

| 27 de febrero de 2025 | LDLC ASVEL Féminin                                                                                       | 72–51                                 | Spar Girona                                                                           | Lyon |  |
| 20:00                 | Parciales: 22–16, 18–10, 15–10, 17–15                                                                    | Parciales: 22–16, 18–10, 15–10, 17–15 | Parciales: 22–16, 18–10, 15–10, 17–15                                                 | |  |
|                       | Estadísticas Dominique Malonga (18) Dominique Malonga (14) Dayshanette Harris (5) Dominique Malonga (24) | Reporte Pts Reb Asts Val              | Estadísticas (14) Chloe Bibby (10) Natasha Mack (5) Klara Lundquist (15) Natasha Mack | Pabellón: Palais des Sport Gerland Asistencia: 2103 espectadores Árbitros: Özlem Yalman Elvis Binders-Coders Mehmet Sahin |  |

LDLC ASVEL Féminin gana la eliminatoria 144–128 

### Semifinales
| Equipo 1              | Agr.    | Equipo 2      | Ida   | Vuelta |
| --------------------- | ------- | ------------- | ----- | ------ |
| LDLC ASVEL Féminin    | 136–156 | Baxi Ferrol   | 62–93 | 74–63  |
| ESB Villeneuve-d'Ascq | 127–112 | Sopron Basket | 73–66 | 54–46  |

LDLC ASVEL Féminin vs. Baxi Ferrol
| 6 de marzo de 2025 | Baxi Ferrol                                                                          | 93–62                                 | LDLC ASVEL Féminin                                                                                         | Ferrol |  |
| 20:00              | Parciales: 24–19, 25–11, 23–16, 21–16                                                | Parciales: 24–19, 25–11, 23–16, 21–16 | Parciales: 24–19, 25–11, 23–16, 21–16                                                                      | |  |
|                    | Estadísticas Claire Melia (27) Àngela Mataix (7) Àngela Mataix (6) Claire Melia (28) | Reporte Pts Reb Asts Val              | Estadísticas (17) Dominique Malonga (7) L. Quevedo, D. Malonga (3) Aïnhoa Risacher (15) Dayshanette Harris | Pabellón: Pavillón Municipal A Malata Asistencia: 3598 espectadores Árbitros: Silvia Marziali Ivana Ivanovic Nikolaos Tziopanos |  |

| 13 de marzo de 2025 | LDLC ASVEL Féminin                                                                               | 74–63                                | Baxi Ferrol                                                                                               | Lyon |  |
| 20:00               | Parciales: 20–22, 14–6, 27–20, 13–15                                                             | Parciales: 20–22, 14–6, 27–20, 13–15 | Parciales: 20–22, 14–6, 27–20, 13–15                                                                      | |  |
|                     | Estadísticas Laura Quevedo (23) Dominique Malonga (18) Tres jugadoras (3) Dominique Malonga (32) | Reporte Pts Reb Asts Val             | Estadísticas (13) B. Millán, C. Melia (11) Julie Pospíšilová (5) Julie Pospíšilová (18) Julie Pospíšilová | Pabellón: Palais des Sports Gerland Asistencia: 1150 espectadores Árbitros: Jelena Tomić Viola Györgyi Veronika Obértová |  |

Baxi Ferrol gana la semifinal 156–136 
ESB Villeneuve-d'Ascq vs. Sopron Basket
| 6 de marzo de 2025 | Sopron Basket                                                                            | 66–73                                 | ESB Villeneuve-d'Ascq                                                                      | Sopron |  |
| 18:30              | Parciales: 21–15, 13–18, 19–19, 13–21                                                    | Parciales: 21–15, 13–18, 19–19, 13–21 | Parciales: 21–15, 13–18, 19–19, 13–21                                                      | |  |
|                    | Estadísticas Jelena Brooks (18) Vivien Böröndy (7) Vivien Böröndy (5) Jelena Brooks (19) | Reporte Pts Reb Asts Val              | Estadísticas (17) Shavonte Zellous (8) Aminata Gueye (6) Carla Leite (20) Shavonte Zellous | Pabellón: Aréna Sopron Asistencia: 1200 espectadores Árbitros: Paulina Karolina Gajdosz Çisil Güngör Branimir Galić |  |

| 13 de marzo de 2025 | ESB Villeneuve-d'Ascq                                                                        | 54–46                               | Sopron Basket                                                                                     | Villeneuve-d'Ascq                                                                            |  |
| 20:00               | Parciales: 8–15, 16–6, 14–11, 16–14                                                          | Parciales: 8–15, 16–6, 14–11, 16–14 | Parciales: 8–15, 16–6, 14–11, 16–14                                                               |                                                                                              |  |
|                     | Estadísticas Carla Leite (15) Aminata Gueye (12) C. Leite, S. Zellous (4) Aminata Gueye (21) | Reporte Pts Reb Asts Val            | Estadísticas (11) Stephanie Reid (9) Jacinta Monroe (3) K. Papp, Z. Friškovec (10) Zala Friškovec | Pabellón: Palacium Asistencia: 2200 espectadores Árbitros: Özlem Yalman Alin Faur Jan Baloun |  |

ESB Villeneuve-d'Ascq gana la semifinal 127–112 

### Finales
| Equipo 1    | Agr.    | Equipo 2              | Ida   | Vuelta |
| ----------- | ------- | --------------------- | ----- | ------ |
| Baxi Ferrol | 145–162 | ESB Villeneuve-d'Ascq | 75–78 | 70–84  |

| 26 de marzo de 2025 | Baxi Ferrol | 75–78                                | ESB Villeneuve-d'Ascq                                                                                 | Ferrol |  |
| 20:00               | Parciales: 25–33, 19–9, 16–21, 15–15                                                                           | Parciales: 25–33, 19–9, 16–21, 15–15 | Parciales: 25–33, 19–9, 16–21, 15–15                                                                  | |  |
|                     | Estadísticas Àngela Mataix (17) G. Mestres, A. Mataix, C. Melia (4) Àngela Mataix (7) A. Mataix, C. Melia (16) | Reporte Pts Reb Asts Val             | Estadísticas (25) Carla Leite (12) Aminata Gueye (5) C. Leite, C. Hériaud, H. Peters (27) Carla Leite | Pabellón: Pavillón Municipal A Malata Asistencia: 3766 espectadores Árbitros: Michał Proc Çisil Güngör Zdenko Tomasović |  |

| 2 de abril de 2025 | ESB Villeneuve-d'Ascq                                                                            | 84–70                                 | Baxi Ferrol | Villeneuve-d'Ascq                                                                                    |  |
| 20:30              | Parciales: 23–18, 19–12, 24–20, 18–20                                                            | Parciales: 23–18, 19–12, 24–20, 18–20 | Parciales: 23–18, 19–12, 24–20, 18–20                                                                                  | |  |
|                    | Estadísticas Shavonte Zellous (23) H. Peters, M. Paget (5) Carla Leite (7) Shavonte Zellous (25) | Reporte Pts Reb Asts Val              | Estadísticas (19) Julie Pospíšilová (5) J. Pospíšilová, G. Mestres, A. Mataix (8) Àngela Mataix (21) Julie Pospíšilová | Pabellón: Le Palacium Asistencia: 2200 espectadores Árbitros: Kerem Baki Silvia Marziali Petar Pešić |  |

| Ganadoras de la Eurocup Women 2024–25 |
| ------------------------------------- |
| ESB Villeneuve-d'Ascq 2.º título      |